# Sint Servaasbrug
De Sint Servaasbrug, tot 1932 Maasbrug genoemd en in de volksmond oude brug (Maastrichts: aw brögk), is een van oorsprong 13e-eeuwse stenen boogbrug over de rivier de Maas in de Nederlandse stad Maastricht. De brug is genoemd naar de 4e-eeuwse bisschop van Maastricht, Sint-Servaas, maar kreeg zijn huidige naam pas in 1932; daarvoor was het gewoon 'de brug', officieel Maasbrug. De Sint Servaasbrug wordt beschouwd als de oudste brug van Nederland en een icoon van de stad Maastricht. Het bouwwerk is een rijksmonument.

## Geschiedenis

### Middeleeuwen

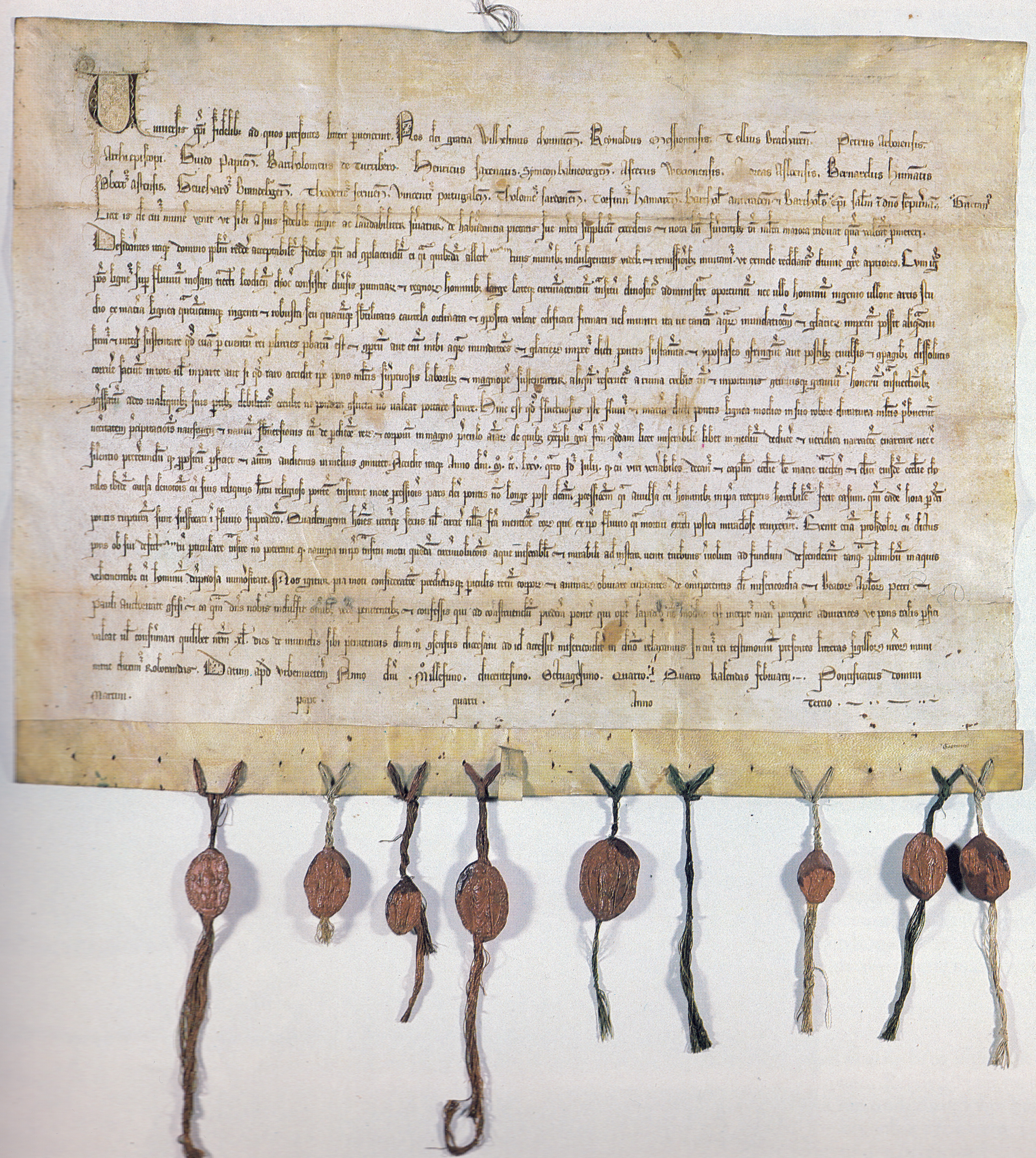
Aflaat van 40 dagen voor eenieder die geld gaf voor de bouw van de nieuwe brug, met zegels van 19 bisschoppen

De brug werd tussen 1280 en 1298 gebouwd in opdracht van het kapittel van Sint-Servaas, ter vervanging van de in 1275 ingestorte vorige brug. Mogelijk betrof dit de uit de 1e eeuw na Chr. bekende – en diverse malen herstelde – pons mosae, de Romeinse brug van Maastricht, die circa 130 m zuidelijker lag. Waarschijnlijker is echter dat de ingestorte brug een (vroeg)middeleeuwse opvolger van de Romeinse brug was, die mogelijk op dezelfde locatie als de huidige brug lag, in het verlengde van de Maastrichter Brugstraat.
Het geld voor de bouw van een nieuwe brug na 1275 was voor een deel afkomstig van een aflaat, waarvoor op 29 januari 1284 te Orvieto (Italië) negentien bisschoppen toestemming verleenden. In de toen opgemaakte oorkonde staat te lezen dat de brug – anders dan zijn voorganger – van steen zou zijn. Oorspronkelijk telde de brug negen stenen bogen en een houten overspanning aan de Wycker zijde, die in geval van een belegering en aanval vanuit Wyck snel afgebroken kon worden. Aan beide zijden van de brug bevond zich een stadspoort met wachthuis: de Schuttenpoort aan de Maastrichter zijde en de Körverpoort aan de Wycker zijde. Aan het Cörversplein in Wyck stonden enkele huizen die direct aan de Maas grensden, evenals aan de overkant, aan de verdwenen Bokstraat.
De eigenaar van de brug, het Sint-Servaaskapittel, hield met betrekking tot het onderhoud van de brug vast aan een bepaling van keizer Rudolf I uit 1274, waarin stond, dat er aan onderhoud niet meer besteed hoefde te worden dan er aan tolgeld binnenkwam. Het gevolg was dat alleen de meest noodzakelijke reparaties werden uitgevoerd. Dit beperkte zich vooral tot het vervangen van slechte stenen en het incidenteel vernieuwen van beschadigd voegwerk. De starre opstelling van de kanunniken in deze gaf meerdere malen aanleiding tot onenigheid tussen stadsbestuur en kapittel. In 1349 nam het stadsbestuur driekwart van de onderhoudskosten van de brug op zich, in ruil voor financiële bijdragen van het kapittel. Tevens werd overeengekomen dat de brug jaarlijks geïnspecteerd zou worden door twee kanunniken en twee schepenen.

### 16e, 17e en 18e eeuw
De oudste betrouwbare afbeelding van de brug is te zien op de stadsplattegrond van Simon de Bellomonte uit omstreeks 1570, waarop zowel de Körverpoort als de Schuttenpoort zijn te zien. Zowel bij de Spaanse Furie van 1576 als bij de inname door Parma in 1579 moeten zich op de brug afgrijselijke taferelen hebben afgespeeld. De moordpartijen werden tot ver in de 17e eeuw afgebeeld en verspreid.

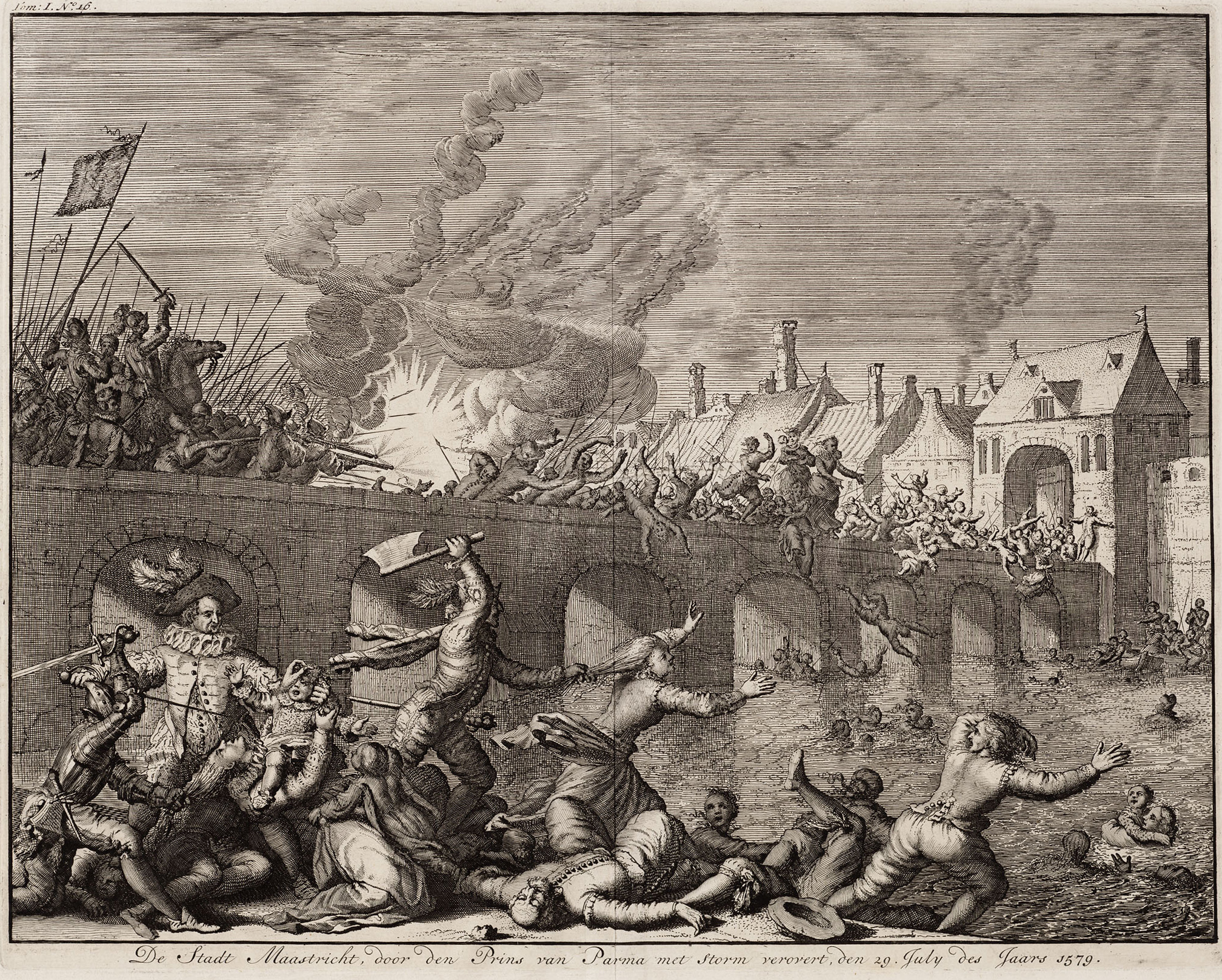
Moordende Spanjaarden op de brug in 1579 (Jan Luyken, 1679)

In de 17e eeuw bleek de conditie van de brug slecht te zijn. Uiteindelijk kwam het gehele eigendom in 1647 toe aan de stad Maastricht. Omstreeks 1640 werd de eerste boog aan de westzijde, die geheel droog was komen te staan door de veranderde stroming van de Maas, dichtgemetseld en opgenomen in de nieuwe kademuur. Hierdoor bleven er nog maar acht stenen bogen over. Tijdens de aanleg van het kanaal Luik-Maastricht (1845-1850) kwam in 1850 deze oude boog even tevoorschijn om vervolgens weer begraven te worden.
Tussen 1683 en 1716 werd de brug in fasen verregaand gerestaureerd. De bogen en soms zelfs gedeelten van de pijlers werden afgebroken en opnieuw opgebouwd, daarbij zo veel mogelijk gebruikmakende van de oude stenen. De eerste boog (eigenlijk de tweede dus) werd in 1683-84 door de beroemde dominicaan Franciscus Romanus gerestaureerd (die enkele jaren later in Parijs de Pont Royal zou bouwen in opdracht van Lodewijk XIV). Romanus introduceerde vernieuwende bouwmethoden, die ook door zijn opvolgers werden toegepast. De tweede en derde boog werden in 1698-99 hersteld door de augustijn Jan van der Poel. De vierde en de vijfde in 1714 door Jan Collard. De overige bogen in 1716 door stadsbouwmeester Gilles Doyen.
Na deze restauratie werd de brug redelijk goed onderhouden. Hoogwater en zware ijsgang brachten echter geregeld schade toe. In 1714 bedroeg het toltarief voor een persoon, een varken, een koe of een schaap: 1 oort. Voor een paard moest 1 stuiver worden betaald; voor een paard met kar 3 stuiver, oplopend tot 10 stuivers voor een karos met vier of zes paarden. Aangezien dit niet genoeg opbracht voor het onderhoud, was iedere burger, geestelijke en militair verplicht per testament 1 rijksdaalder aan de stad na te laten. Nieuwe burgers moesten 2 gulden betalen voor dit doel, boven op het geld voor een brandemmer. Ook bij veroordelingen werd brugbelasting geïnd.

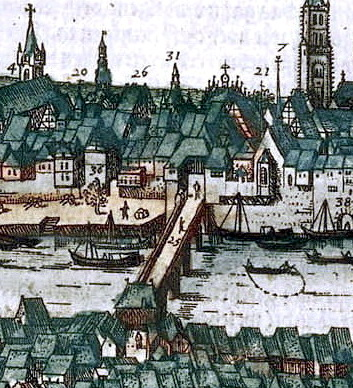
Vogelvluchtperspectief vanuit Wyck (Simon de Bellomonte, ca. 1570)
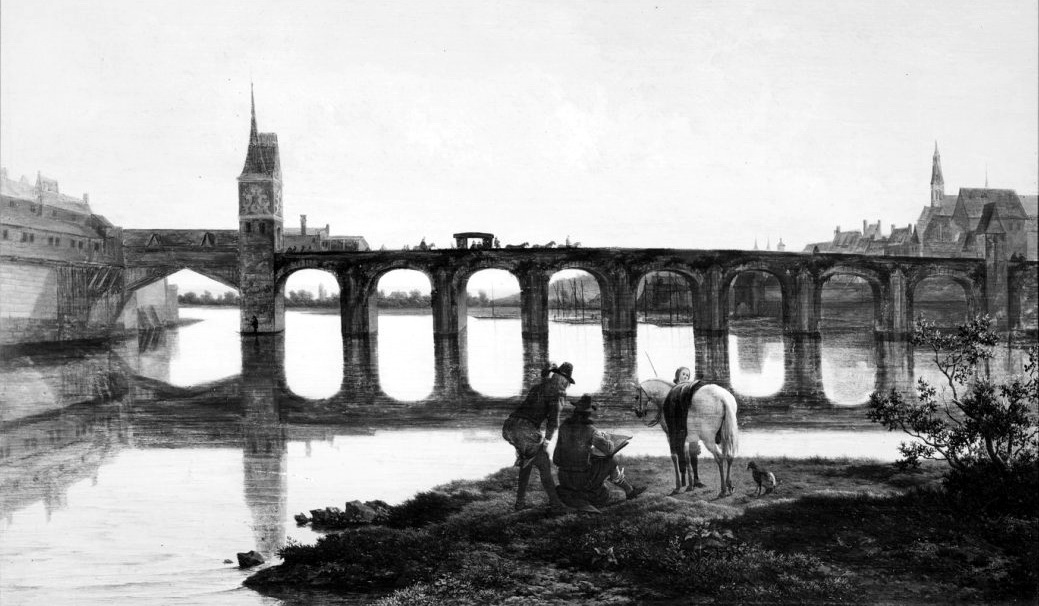
Maasbrug en poorttoren vanaf het Sint-Antoniuseiland (naar J. v.d. Haagen, 1649)
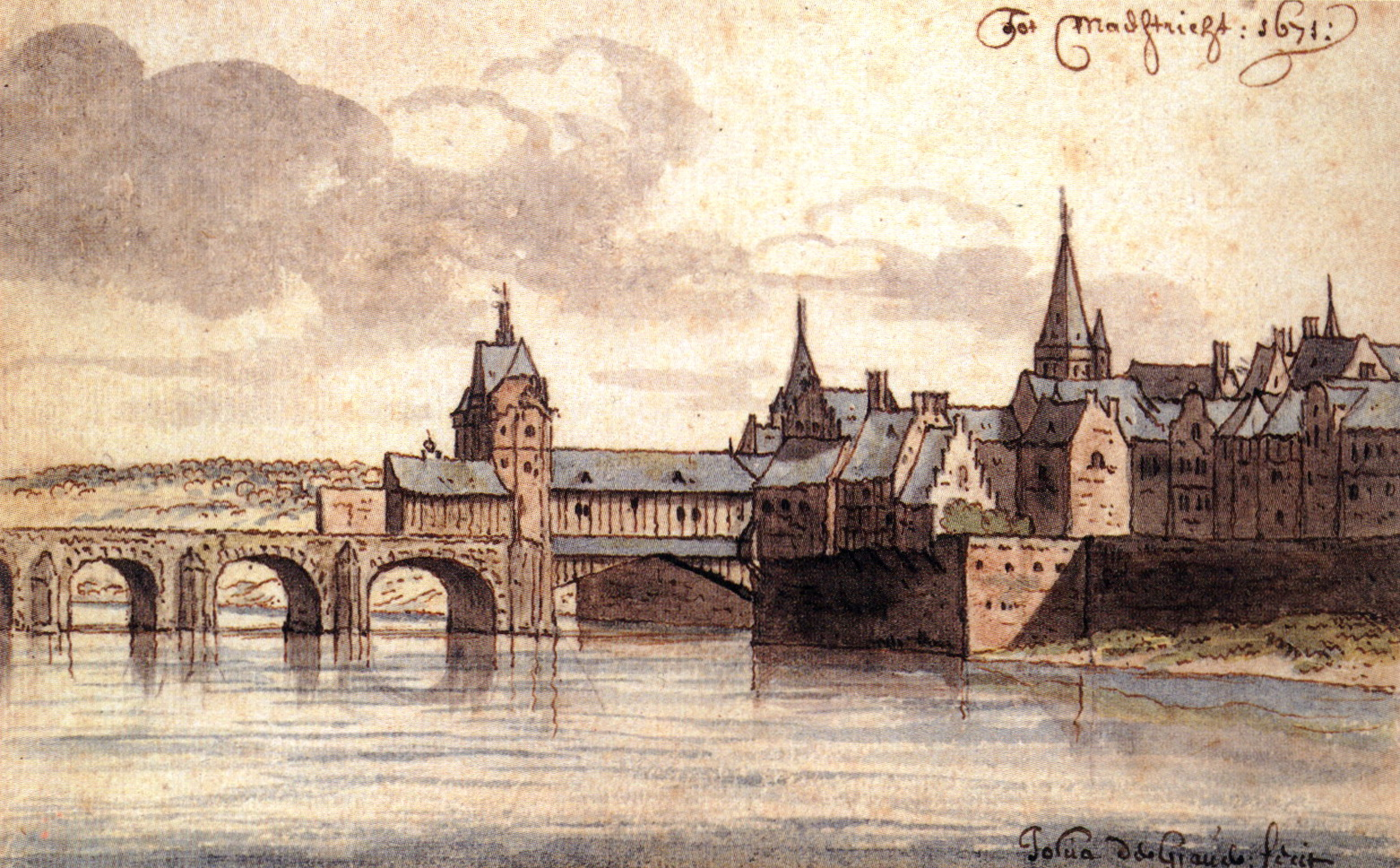
Drie stenen bogen en houten brugdeel bij Wyck uit het zuiden (J. de Grave, 1671)
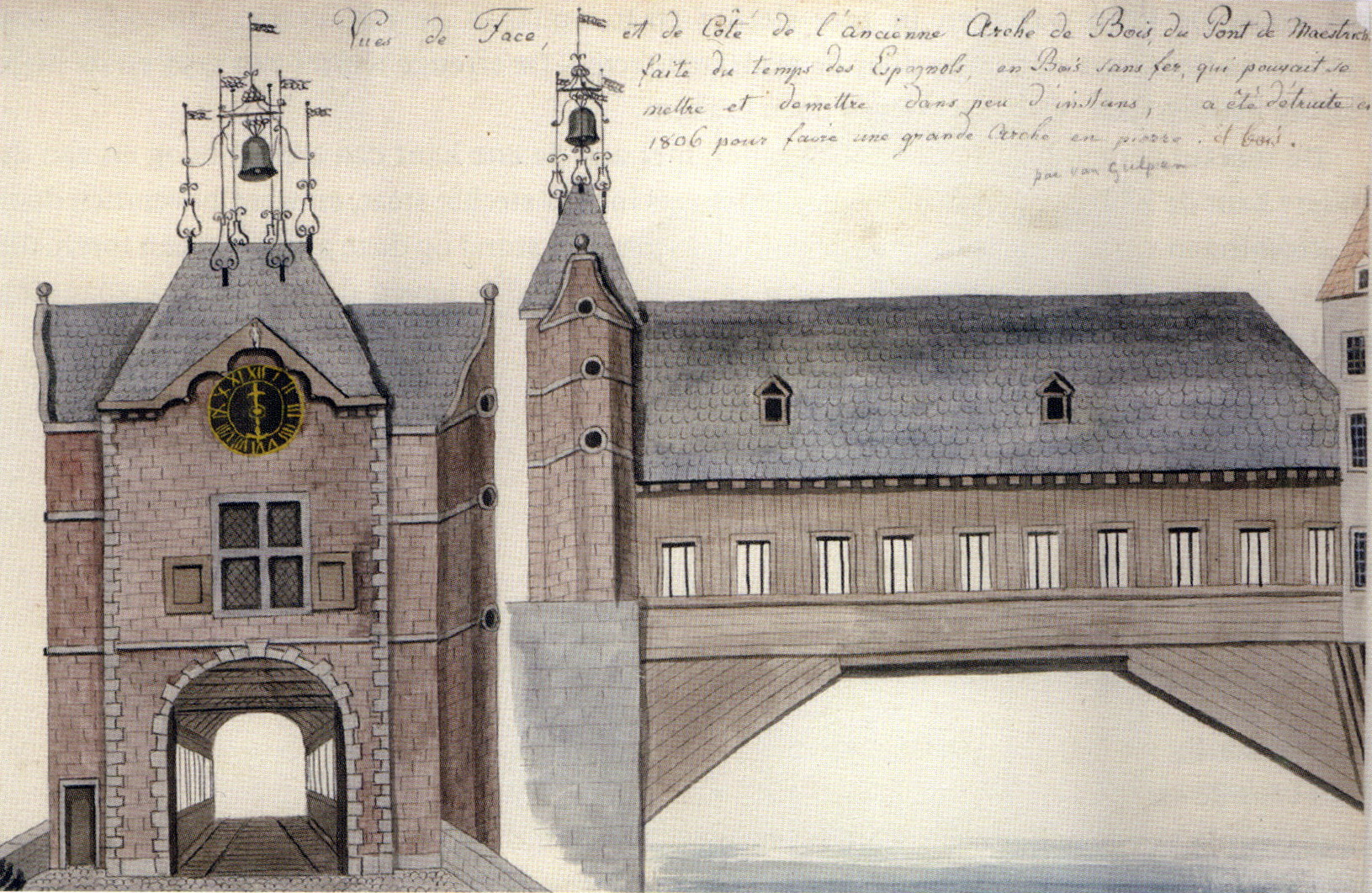
Voor- en zijaanzicht houten brugdeel en poortgebouw (reconstructie Ph. v. Gulpen)

### 19e en 20e eeuw

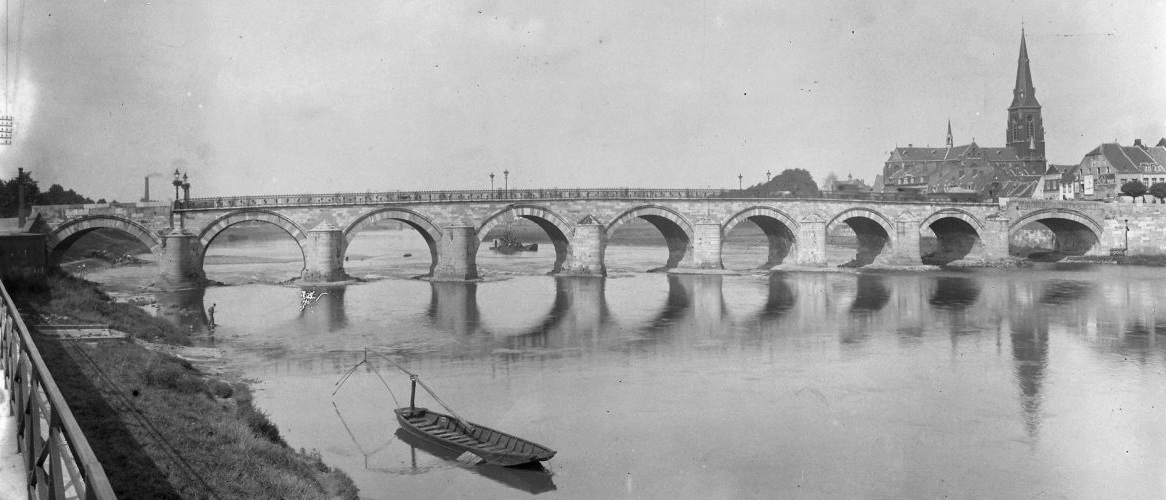
De negen stenen bogen, 1827-1933

Bij de komst van de Fransen in 1794 werd de brug eigendom van de Franse staat. In 1799 werd de houten boog opgeknapt en in 1801 werd de toegangspoort op de brugpijler tussen de houten boog en de eerstvolgende stenen boog wegens bouwvalligheid gesloopt (zie tekening Van Gulpen hierboven). In 1803 werd het dak boven de houten overspanning afgebroken en in 1827 werd het houten brugdeel vervangen door een stenen boog. Deze was voorzien van 'mijnovens', waardoor de boog met het oog op de verdediging - Maastricht was tot 1867 vestingstad - eenvoudig kon worden opgeblazen. In 1836 en 1837 werden de stenen borstweringen vervangen door gietijzeren balustrades. Zodoende konden de trottoirs iets verbreed worden. Restanten van deze balustrades, die in 1932 weer werd verwijderd, bevinden zich op diverse plaatsen in de binnenstad, onder andere aan de Begijnenstraat en op de hoek Abtstraat-Calvariestraat.
Eind 19e eeuw konden de aanvoerstraten het drukke verkeer niet meer verwerken. Eerst werd de Maastrichter Brugstraat op de linkeroever verbreed; daarna de Wycker Brugstraat op de Wycker oever. Die laatste straat werd middels een doorbraak (percée) verlengd tot aan het stationsemplacement. 
Van 1884 tot 1896 onderhield de particuliere Maastrichtsche Omnibus-Maatschappij met vier omnibussen een vaste dienstregeling tussen het Wycker stationsgebied en de Boschstraat, via Vrijthof en Markt, een traject van nog geen twee kilometer. In 1894 besloot de Maastrichtse gemeenteraad een trambaan aan te leggen op dit traject en de exploitatie in eigen hand te nemen. De trambaan was grotendeels enkelspoor, maar op de brug dubbelspoor. Vanaf 1896 reden hier drie gastrams van de Maastrichtsche Tram, maar vanwege slechte prestaties werden deze in 1903 vervangen door paardentrams, die tot 1914 dienst bleven doen. Vanaf 1918 namen autobussen het openbaar vervoer tussen het station en de binnenstad over.

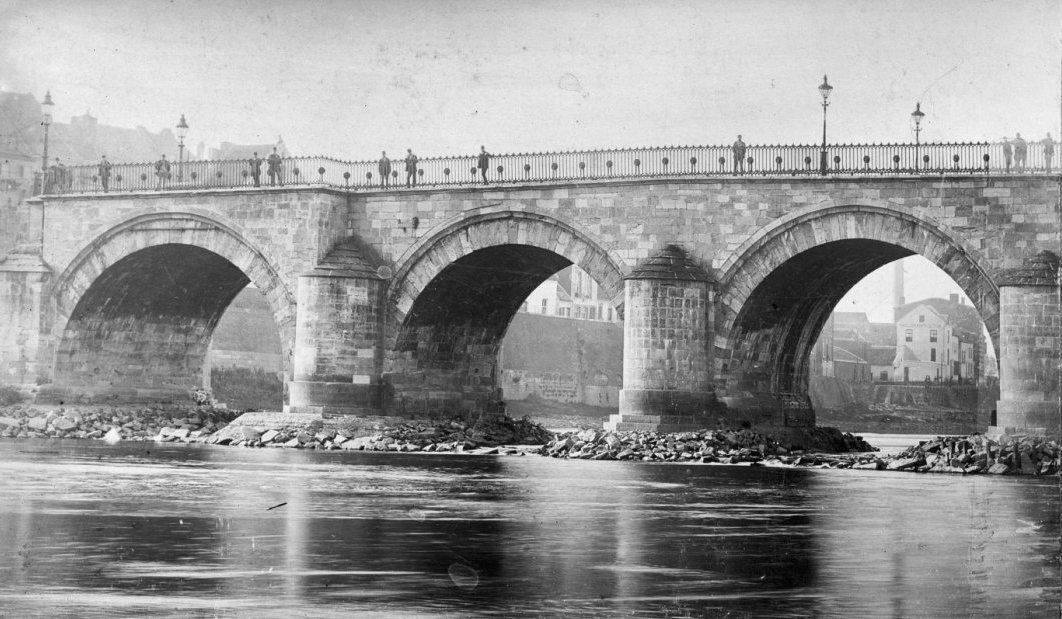
De brug in 1925
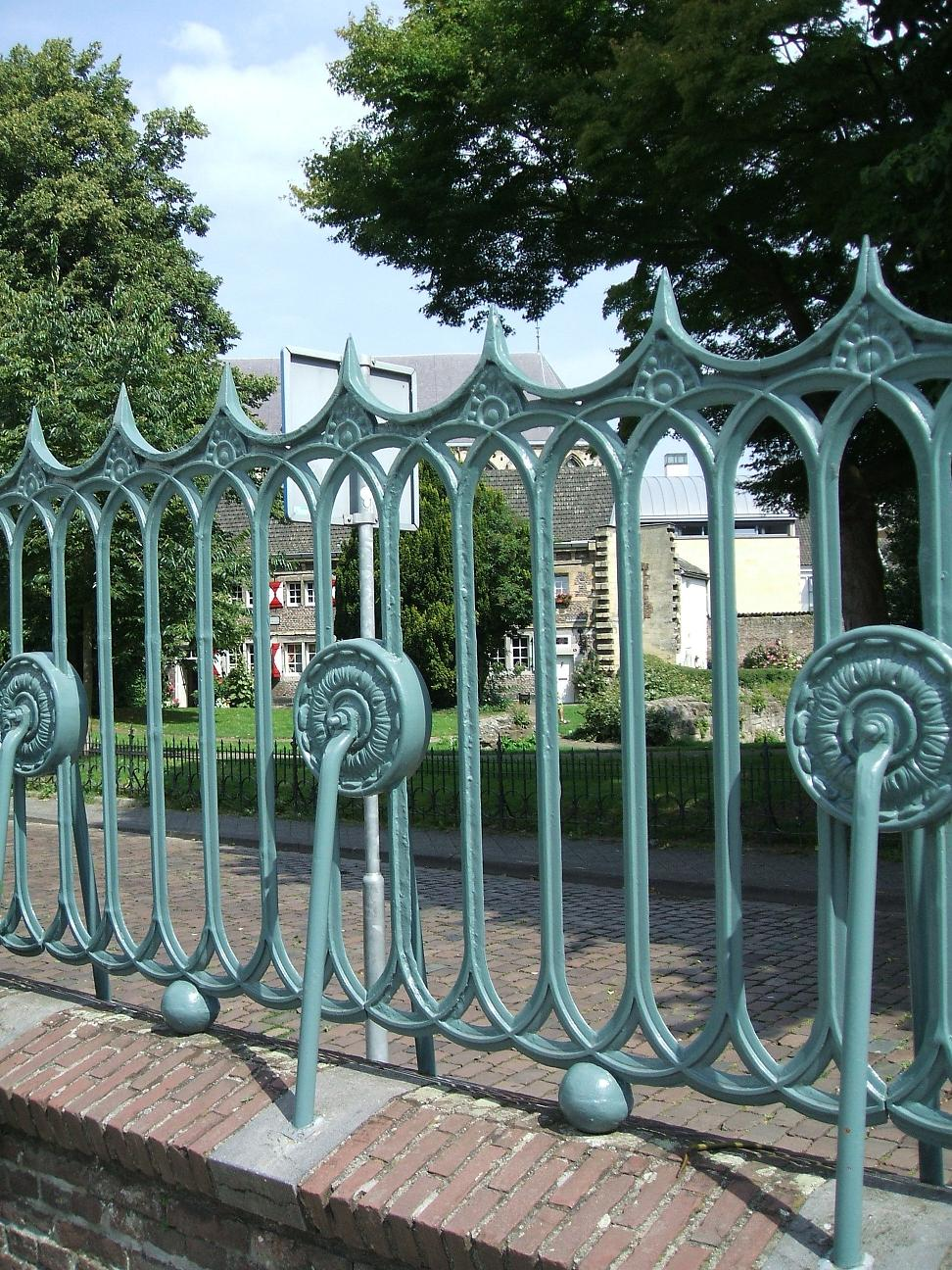
Balustrade (Begijnenstraat)
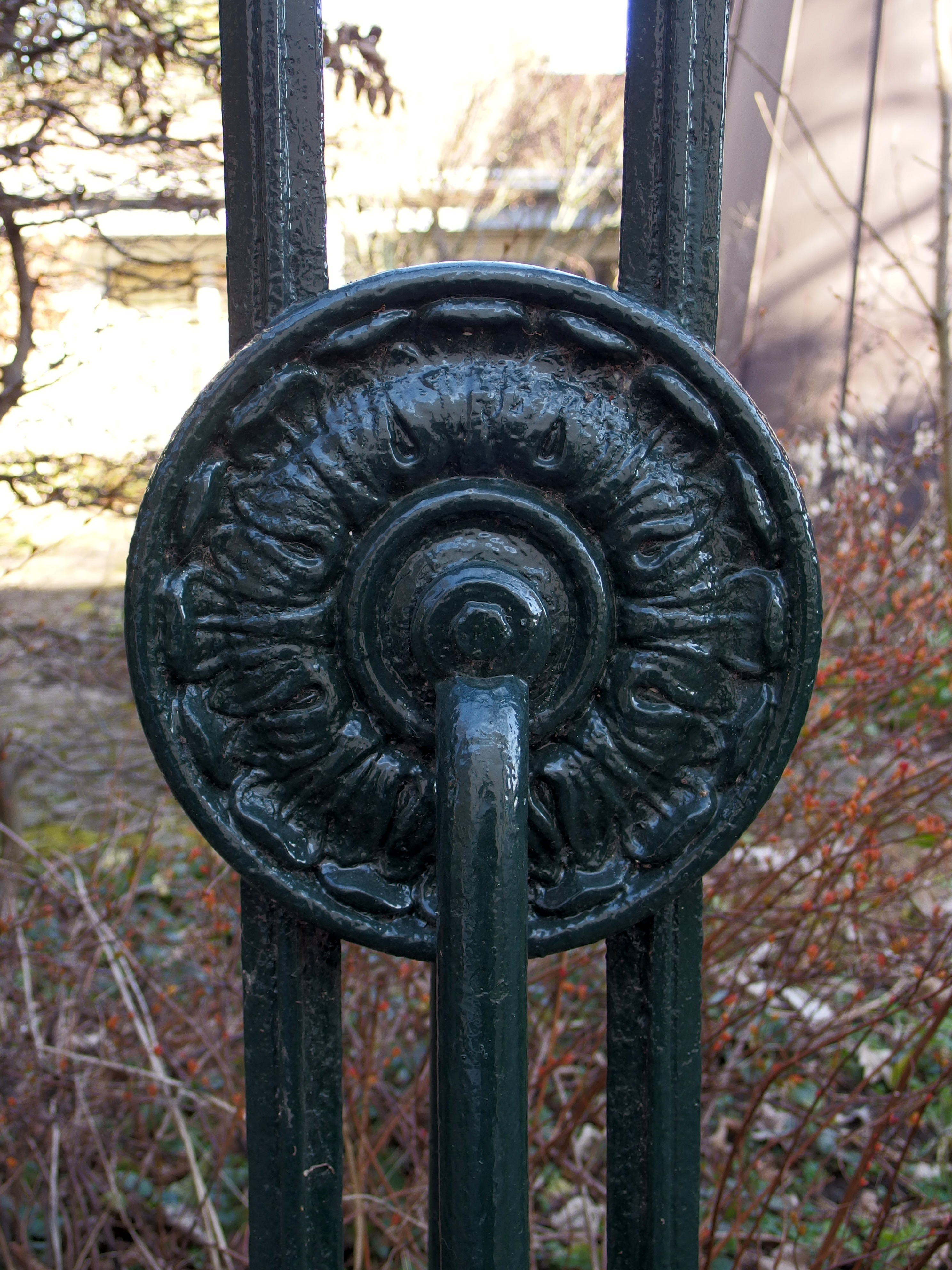
Detail balustrade (Abtstraat)
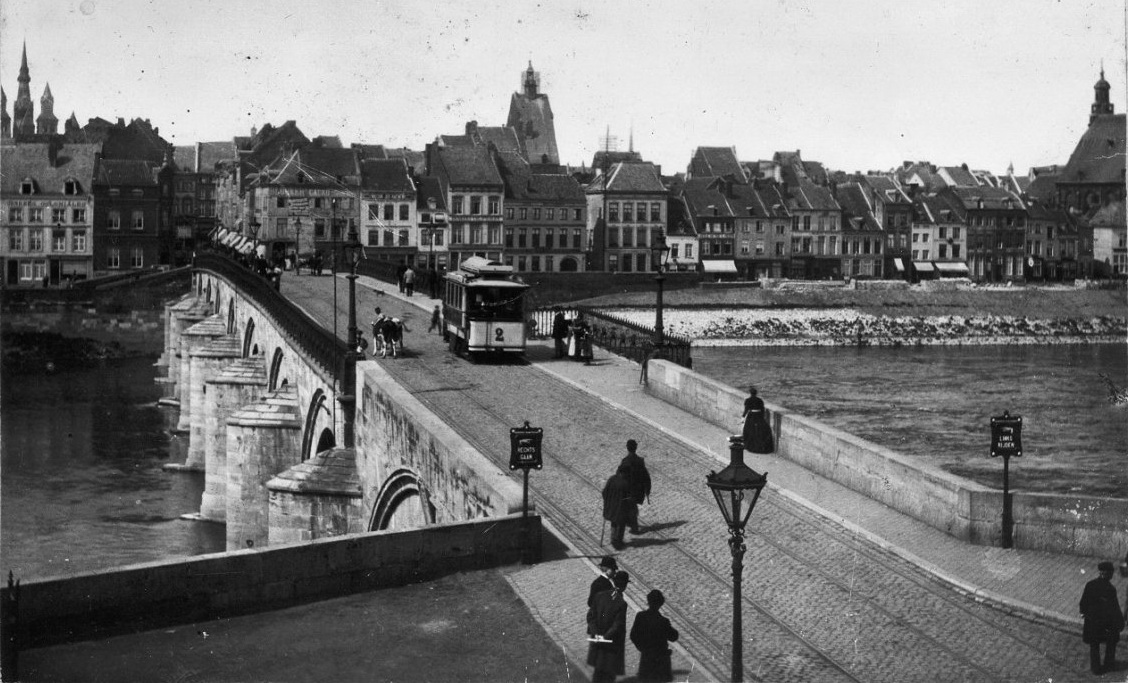
Gastram op de brug, ca. 1900

### Restauratie 1932-34

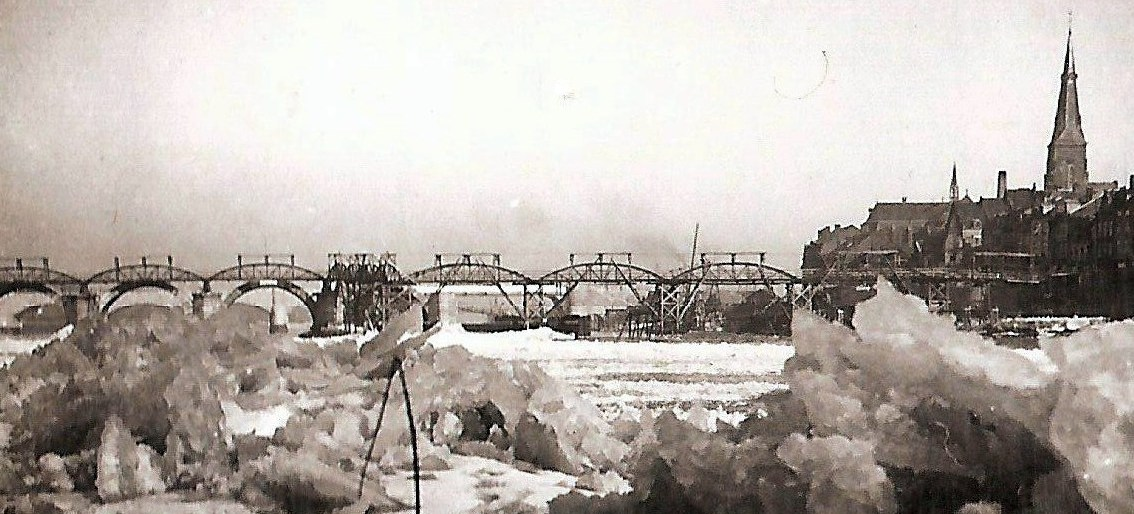
Bevroren Maas en restauratie brug, 1933

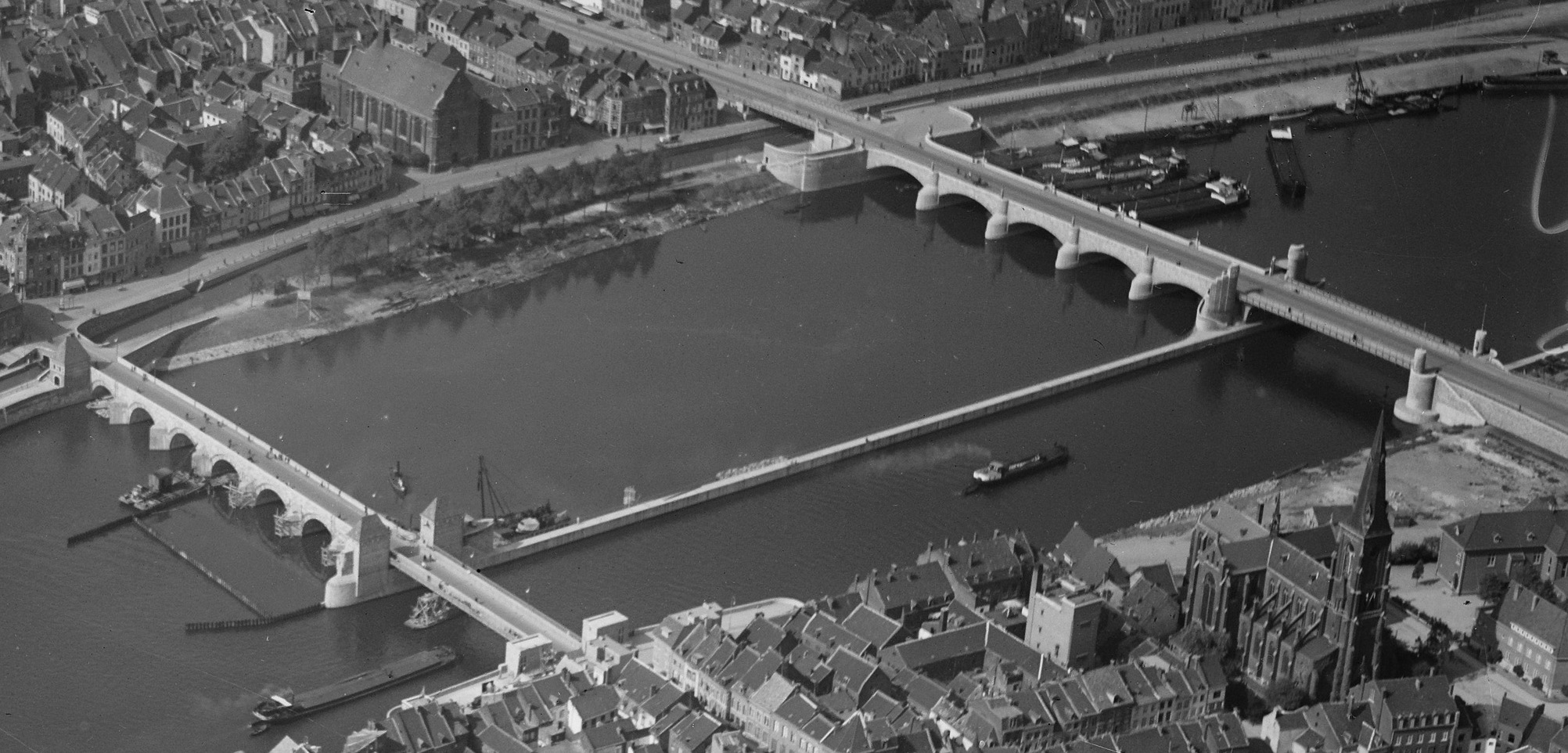
De vernieuwde Sint Servaasbrug en de nieuwe Wilhelminabrug, 1934

Begin 20e eeuw begon het steeds duidelijker te worden dat de brug niet meer kon voldoen aan de eisen die het toenemende verkeer aan de brug stelde. In de jaren twintig was het gemeentebestuur van plan om de brug geheel af te breken en te vervangen door een nieuwe (naar plannen van o.a. G. de Hoog). Aanleiding hiervoor waren diverse instortingen van gedeelten van de brug in 1926, 1928 en 1931. Het Rijk blokkeerde deze plannen echter. Uiteindelijk werd na veel protest van de Maastrichtse bevolking besloten om de oude brug te behouden en ongeveer 300 meter noordelijker, ter hoogte van de Markt, een tweede brug te bouwen; de latere Wilhelminabrug.
Na de oplevering van de Wilhelminabrug vond tussen 1932 en 1934 een zeer ingrijpende restauratie van de Sint Servaasbrug plaats. De brug werd toen in feite compleet afgebroken en opnieuw opgebouwd, 2,5 m breder dan de oude brug. De bogen werden geconstrueerd in beton en daarna weer bekleed, deels met de oorspronkelijke, deels met nieuwe stenen. Om de ondergraving van de brugpijlers door hoog water en zware ijsgang eindelijk te verhinderen werden de funderingen extra verstevigd en onder de waterspiegel werden tussen de pijlers zogenaamde contrabogen aangebracht. Om het scheepvaartverkeer meer ruimte te geven werden aan de Wycker zijde twee bogen (de boog uit 1827 en een middeleeuwse) opgeblazen en vervangen door een stalen hefgedeelte. Aan weerszijden van dit hefgedeelte werden twee torentjes opgericht, verwijzend naar het poortgebouw dat zich hier tot 1801 bevond. De Maastrichtse beeldhouwer Charles Vos maakte bij deze gelegenheid het beeld van Sint-Servaas, dat tegen een van de torentjes op de hoofdpijler werd geplaatst. De bijbehorende, eveneens door Vos gebeeldhouwde koppen van drie Maastrichtse bisschoppen, Monulphus, Gondulphus en Lambertus, zijn verloren gegaan. De 19e-eeuwse balustrade werd weer ingeruild voor een stenen borstwering.

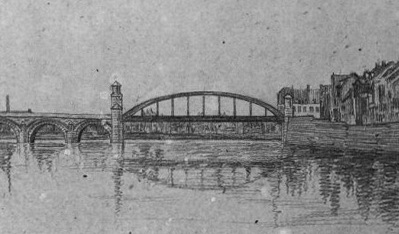
Niet uitgevoerd ontwerp, 1925
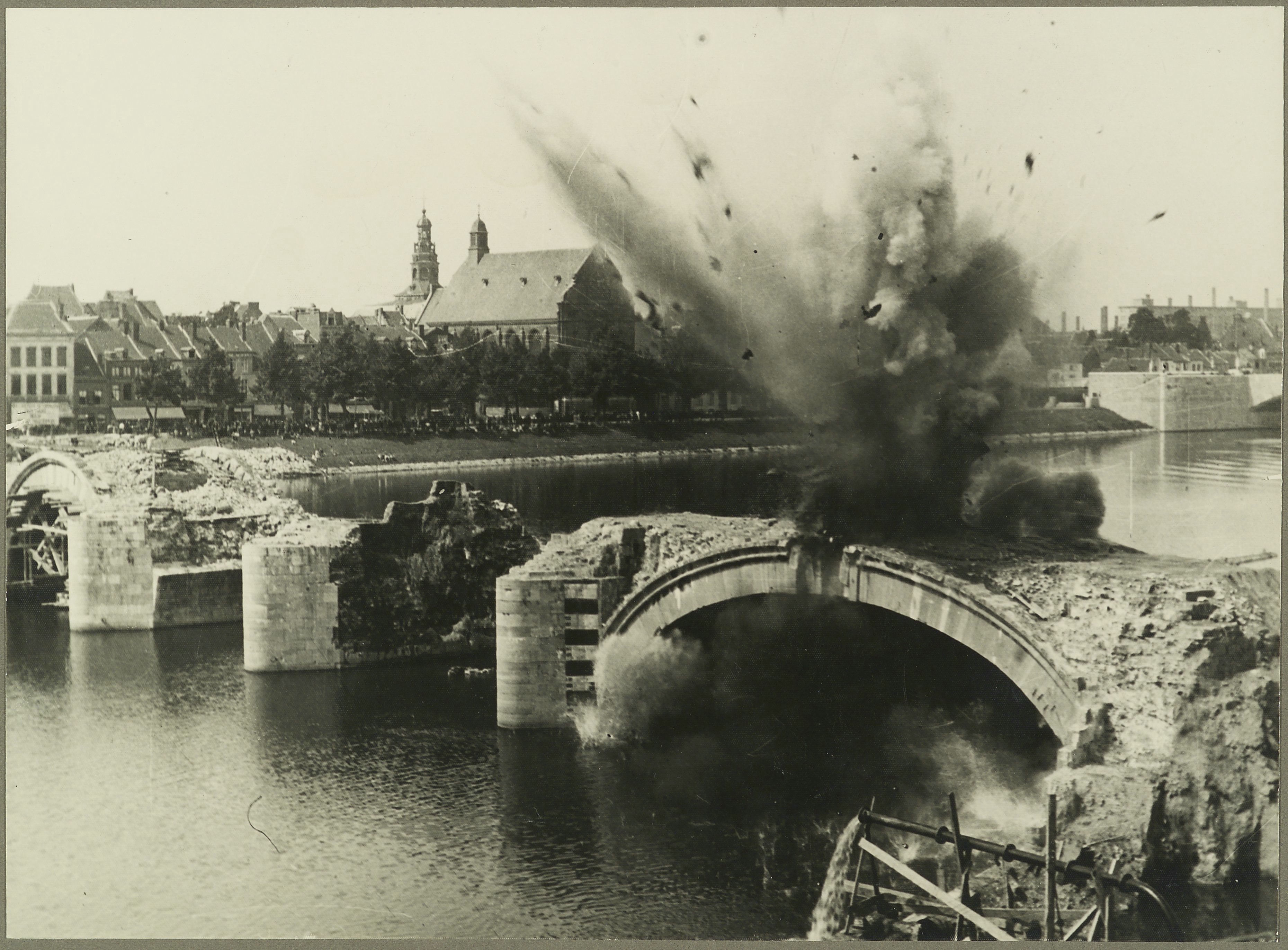
Opblazen van de oude brug
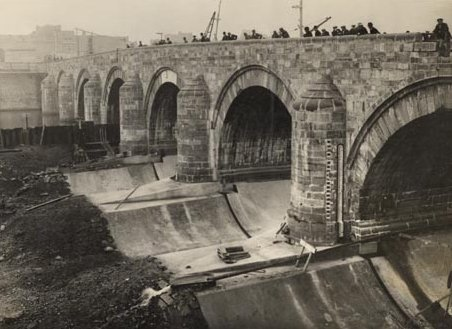
Bouw van de contra-bogen
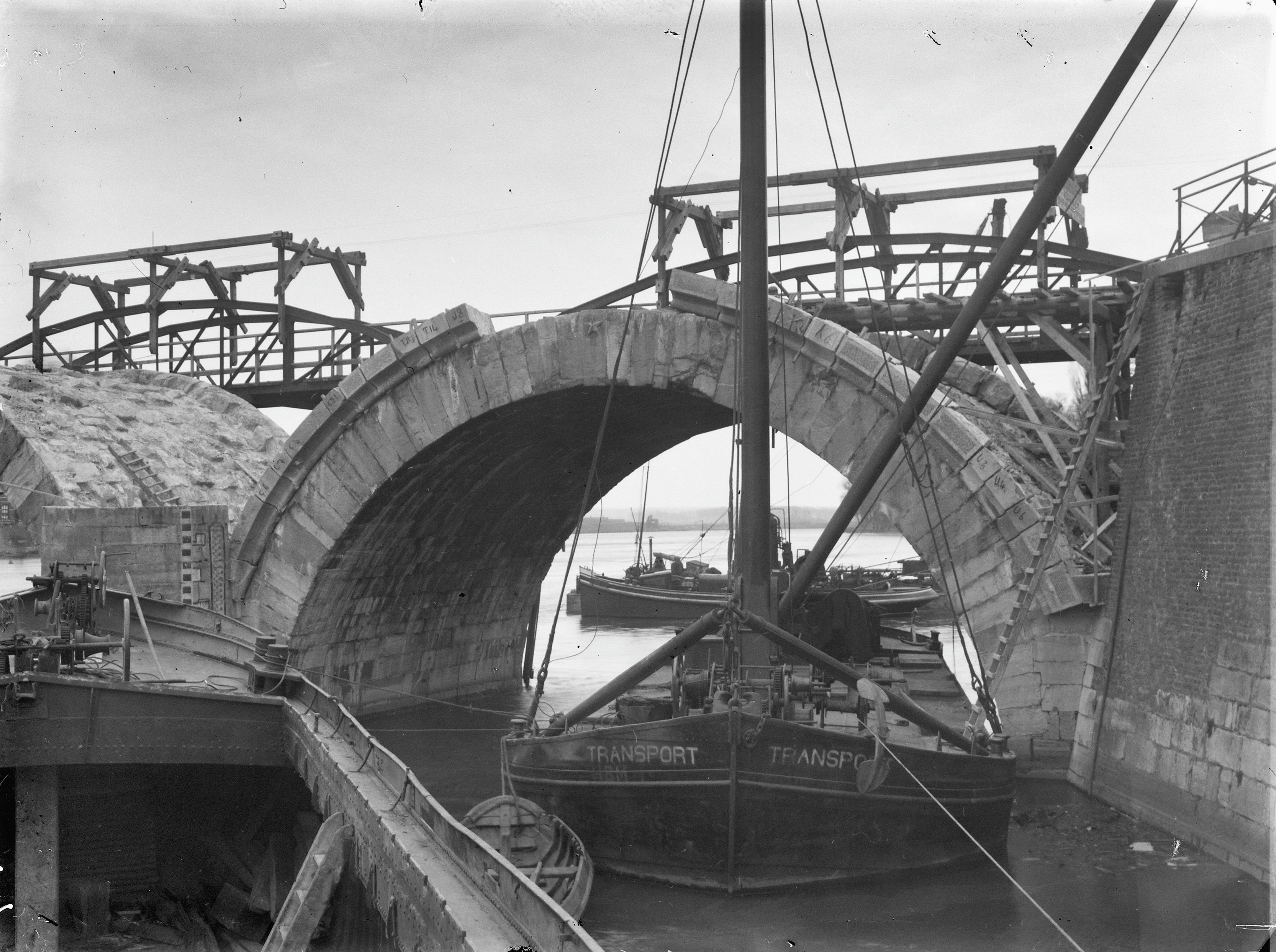
Vernieuwde betonnen bogen

### Tweede Wereldoorlog
De brug heeft in de Tweede Wereldoorlog ernstig te lijden gehad. Op 10 mei 1940 werd het stalen gedeelte aan de kant van Wyck op bevel van de Nederlandse legerleiding opgeblazen. De rest van de brug liep daarbij nauwelijks schade op. De opmars van het Duitse leger werd hier echter nauwelijks door vertraagd en de slag om Maastricht was dan ook in een paar uur voorbij. De ontstane opening kon door de Duitsers gemakkelijk worden gedicht en reeds op 11 mei lag er een provisorische noodbrug die op 28 augustus werd vervangen door een definitieve noodbrug.
Bij het terugtrekken van het Duitse leger in 1944 liep de brug veel meer schade op. Pogingen van een verzetsgroep om de aangebrachte springladingen te saboteren hadden weinig effect. Op 13 september, de dag van de bevrijding van Wyck en slechts één dag voor de bevrijding van Maastricht zelf, blies een Sprengkommando van de Duitsers de brug gedeeltelijk op. Dankzij de betonnen constructie uit de jaren dertig werd echter geen van de bogen geheel onderbroken en kon ze gemakkelijk provisorisch hersteld worden. Op 27 september werd de brug weer in gebruik genomen voor verkeer. De torentjes aan weerszijden van de hoofdpijler bij het hefgedeelte werden niet herbouwd.

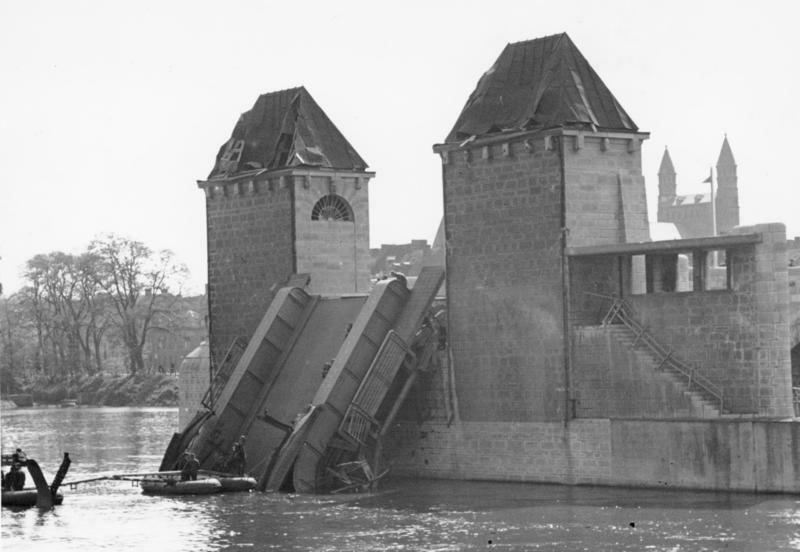
Het opgeblazen beweegbare deel, 10 mei 1940
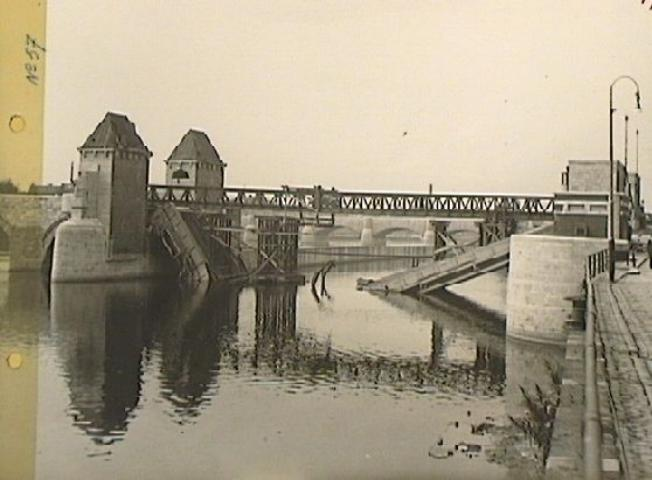
Idem
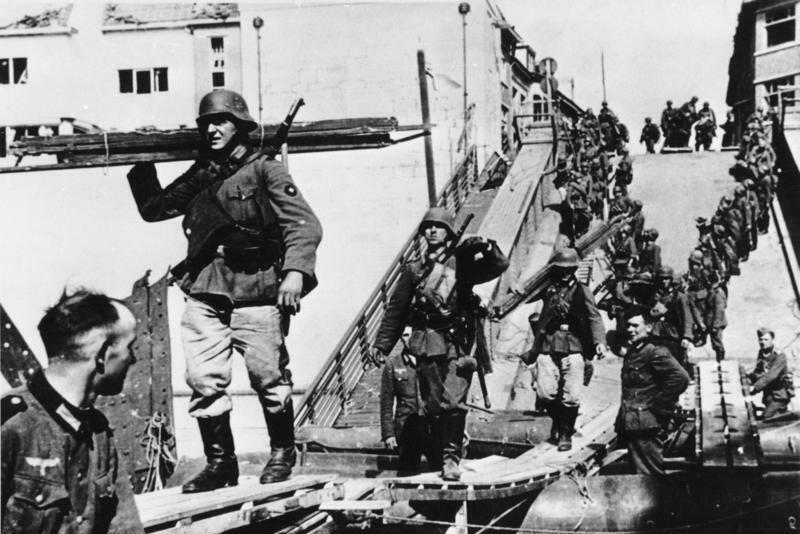
Duitse Wehrmachtsoldaten leggen een noodbrug aan, 14 mei 1940
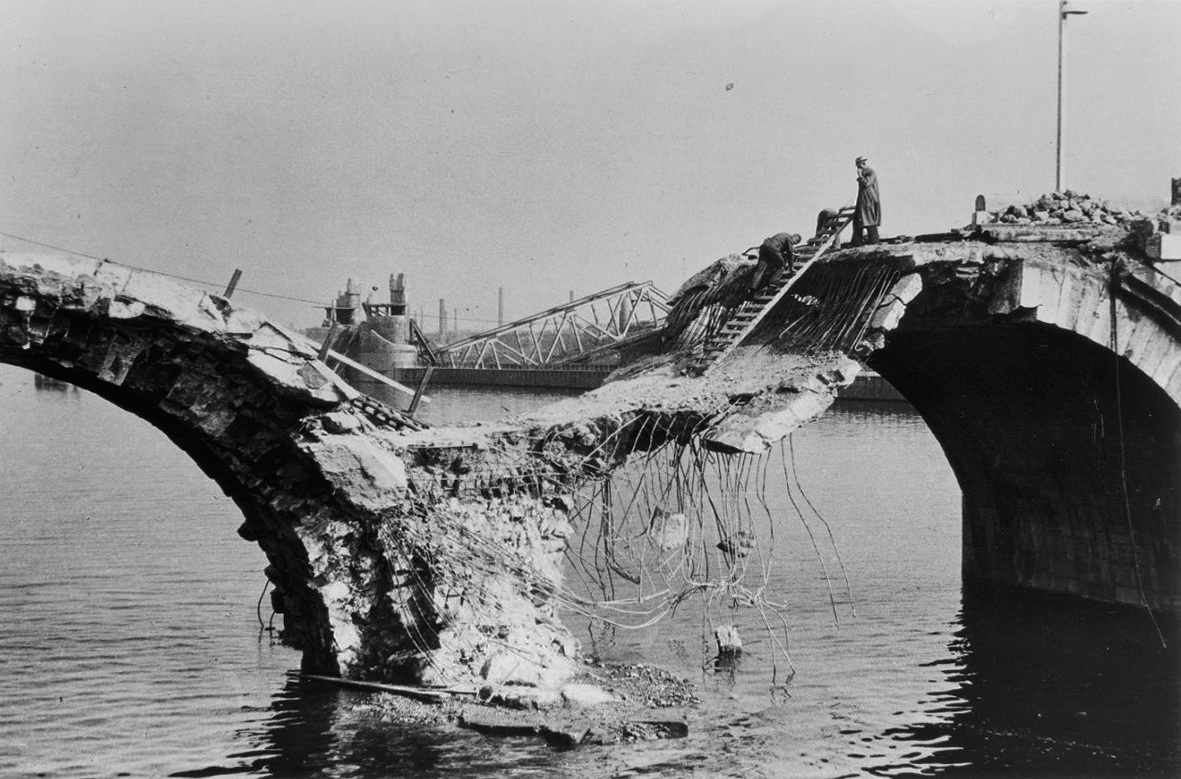
De vernielde brug, sept. 1944

### Na de Tweede Wereldoorlog
Na de Tweede Wereldoorlog raakte de brug opnieuw overbelast door het almaar toenemende verkeer. De ingebruikname van de John F. Kennedybrug in 1967 en de Noorderbrug in 1984 bracht enige verlichting, waardoor het mogelijk was in de jaren 1990(?) de brug af te sluiten voor het gemotoriseerde verkeer. Begin jaren tachtig werd door de architect Harry Gulikers een plan gepresenteerd om een deel van de brug naar het voorbeeld van de Ponte Vecchio te overdekken en in te richten met winkeltjes. Het idee bleef onuitgevoerd. In 2000 werd de brug heringericht voor voetgangers en fietsers. Er werden nieuwe straatlantaarns geplaatst, ontworpen door de Luikse architect Charles Vandenhove. Het bestratingsplan van deze architect, in samenwerking met de Franse kunstenaar Jean-Pierre Pincemin, werd niet gerealiseerd.
Bij de ondertunneling en de herinrichting van de Maasboulevard in 2005 kwam de boog tevoorschijn, die in 1640 was dichtgemetseld en al eerder bij de aanleg van het Kanaal Luik-Maastricht in 1850 ontdekt was. De resten van deze boog waren nog geheel origineel en derhalve het meest authentieke, middeleeuwse deel van de brug. De bedoeling was om deze boog te restaureren en als onderdoorgang te gaan gebruiken voor voetgangers die het pad langs de Maas willen volgen. De opdracht voor restauratie werd verleend aan het architectenbureau van Jo Coenen. Volgens bureau Coenen bleek echter dat de stenen in de loop der tijd te slecht waren geworden en voor het grootste deel onbruikbaar om de boog te reconstrueren. Begin 2007 zijn derhalve deze laatste originele resten van de brug gesloopt en vervangen door een betonnen constructie. Binnen deze constructie zijn wel fragmenten van de laatste boog teruggeplaatst.

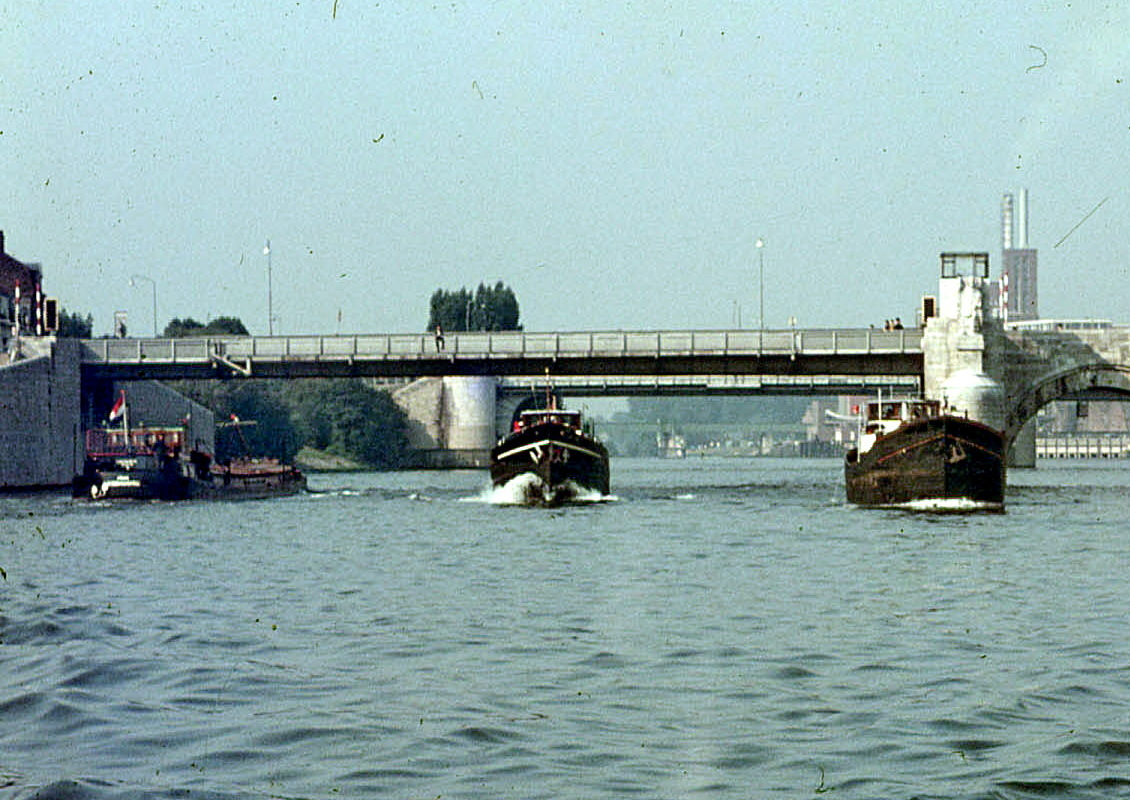
Druk scheepvaartverkeer bij het beweegbare brugdeel, 1966
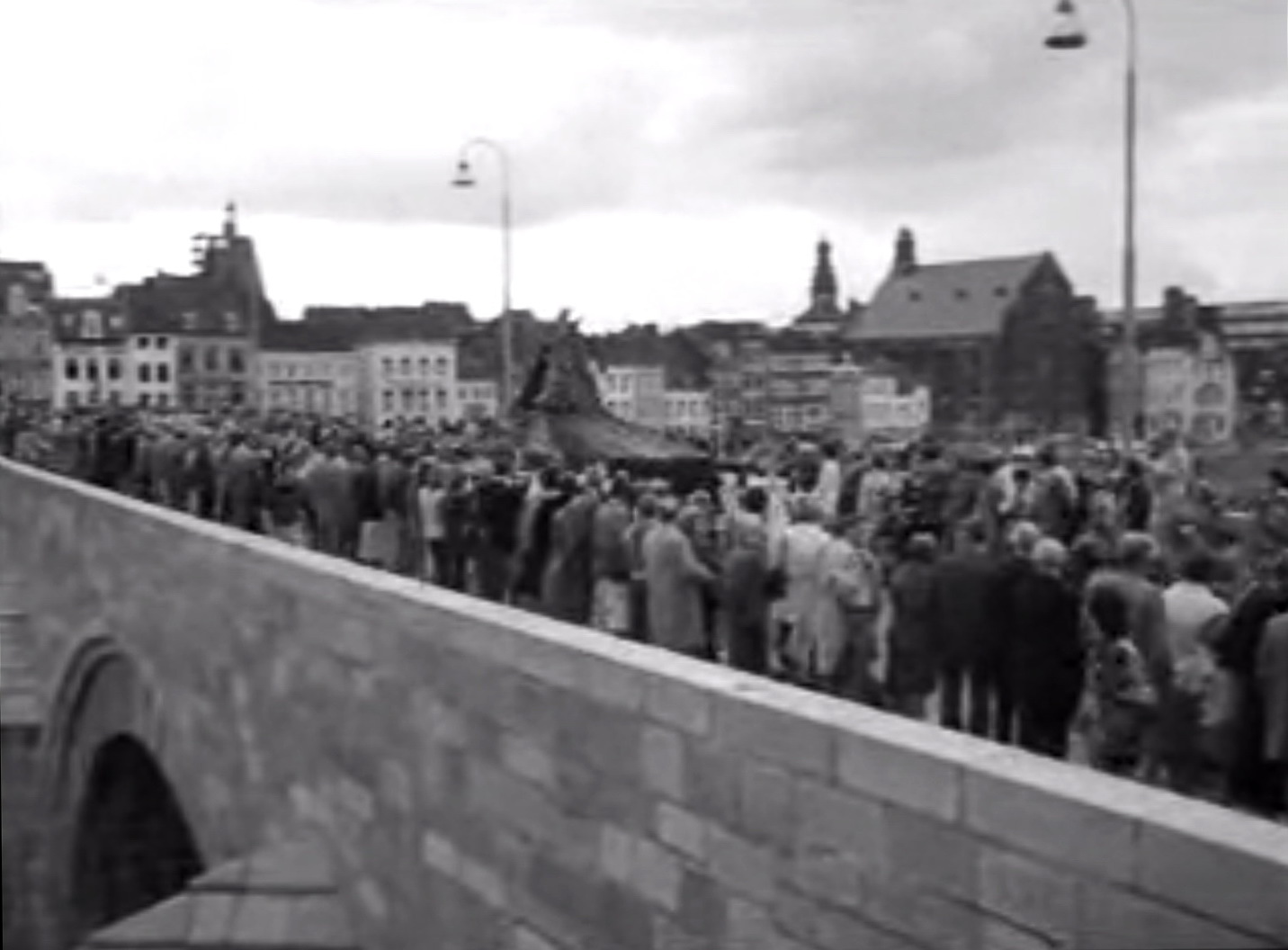
De Sterre der Zee op de brug, Heiligdomsvaart 1976
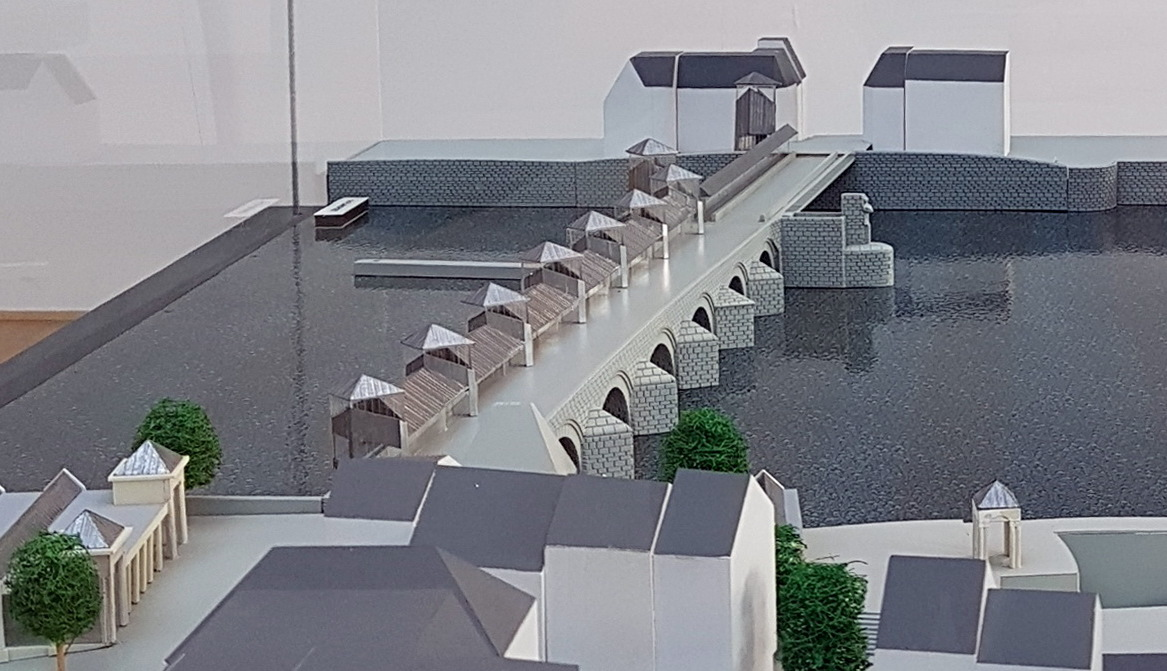
Plan voor winkeltjes op de brug, ca. 1982
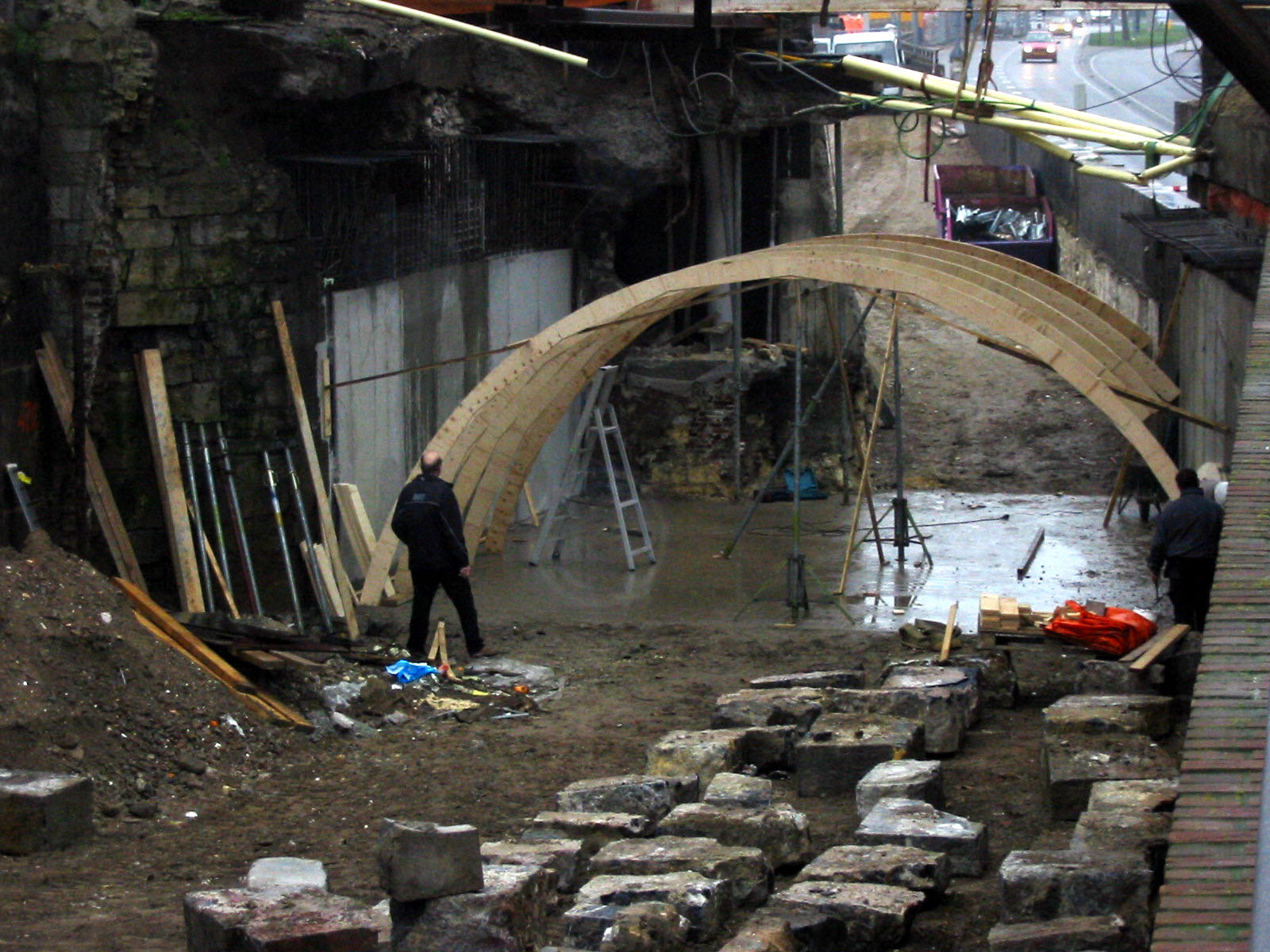
Reconstructie "tiende" boog, 2007

## Beschrijving

### Brug
De huidige Sint Servaasbrug is in feite een verbrede en grotendeels in beton gereconstrueerde versie van de middeleeuwse boogbrug. Een deel van de bekleding van Naamse steen is oud, evenals delen van de enigszins verscholen 'tiende boog'. De brug zelf telt nog zeven rondbogen, die gedragen worden door zware brugpijlers. Aan de Wycker zijde wordt de rivieroverspanning gevormd door een stalen tafelbrug, die zo geconstrueerd is, dat voetgangers bij het passeren van een schip gebruik kunnen blijven maken van het omhooggekomen brugdeel. Sinds begin jaren dertig is de brug middels een strekdam verbonden met de iets noordelijker gelegen Wilhelminabrug. De strekdam scheidt de diepere vaargeul voor de binnenvaartschepen van de rest van de rivier, die voor de pleziervaart is bestemd. Op de hoofdpijler, waar van 1934-44 de twee torentjes stonden, staat nu aan de zuidzijde een brugwachtershuisje. Op de noordzijde bevindt zich een uitkijkplatform. Bij de brugtoegang aan de westzijde bevindt zich een kiosk.

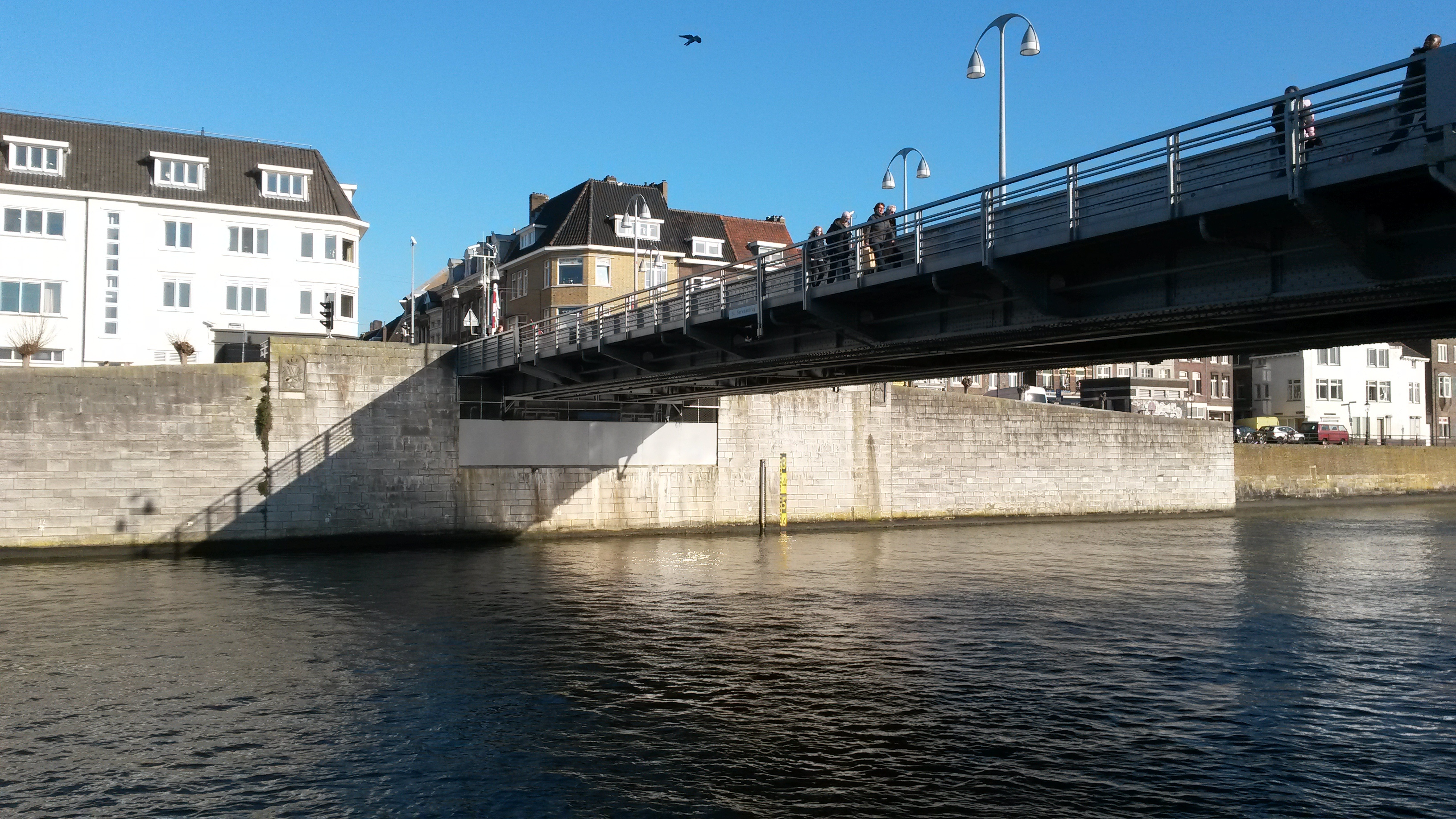
Beweegbaar brugdeel
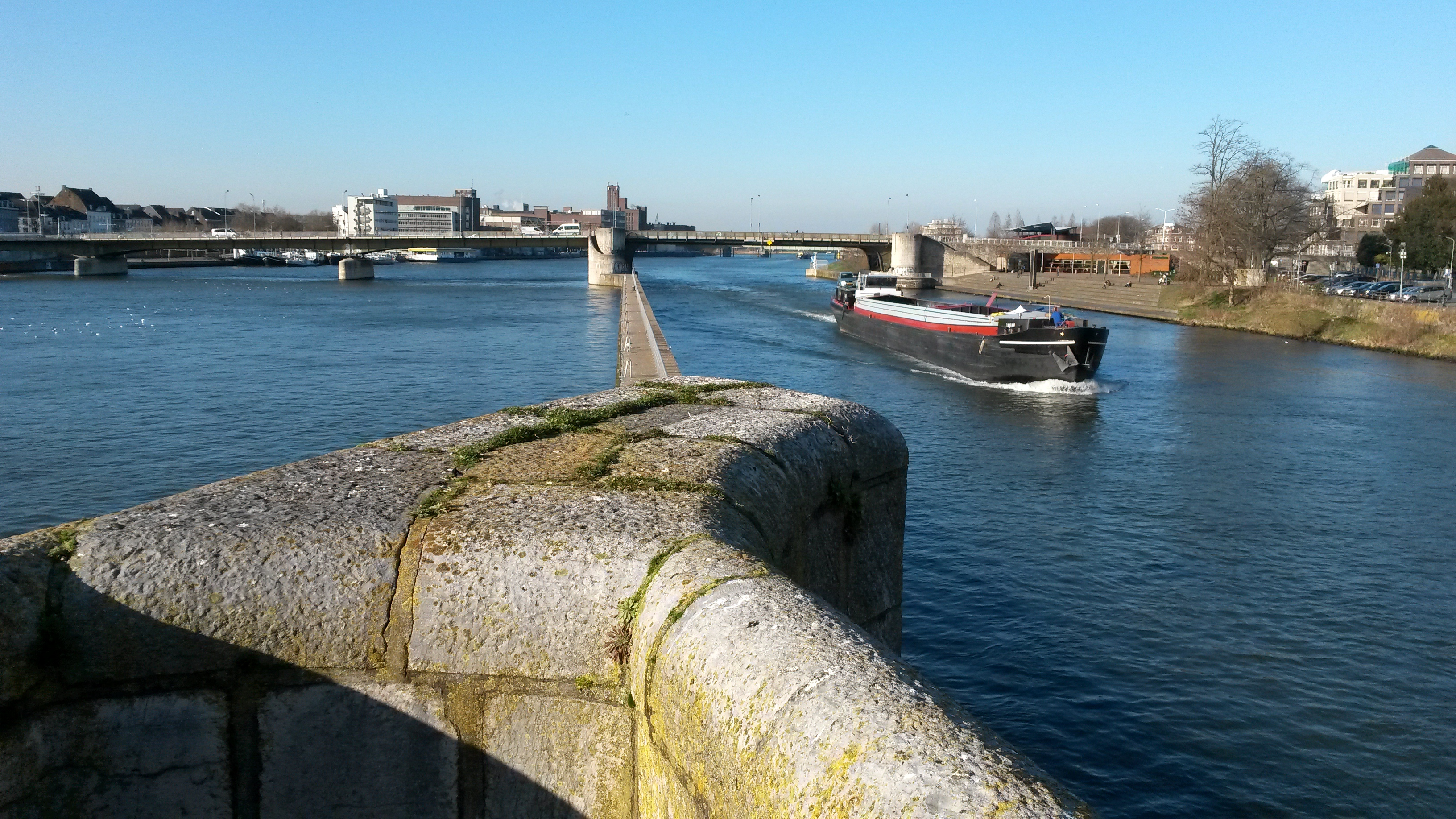
Verbrede pijler en strekdam
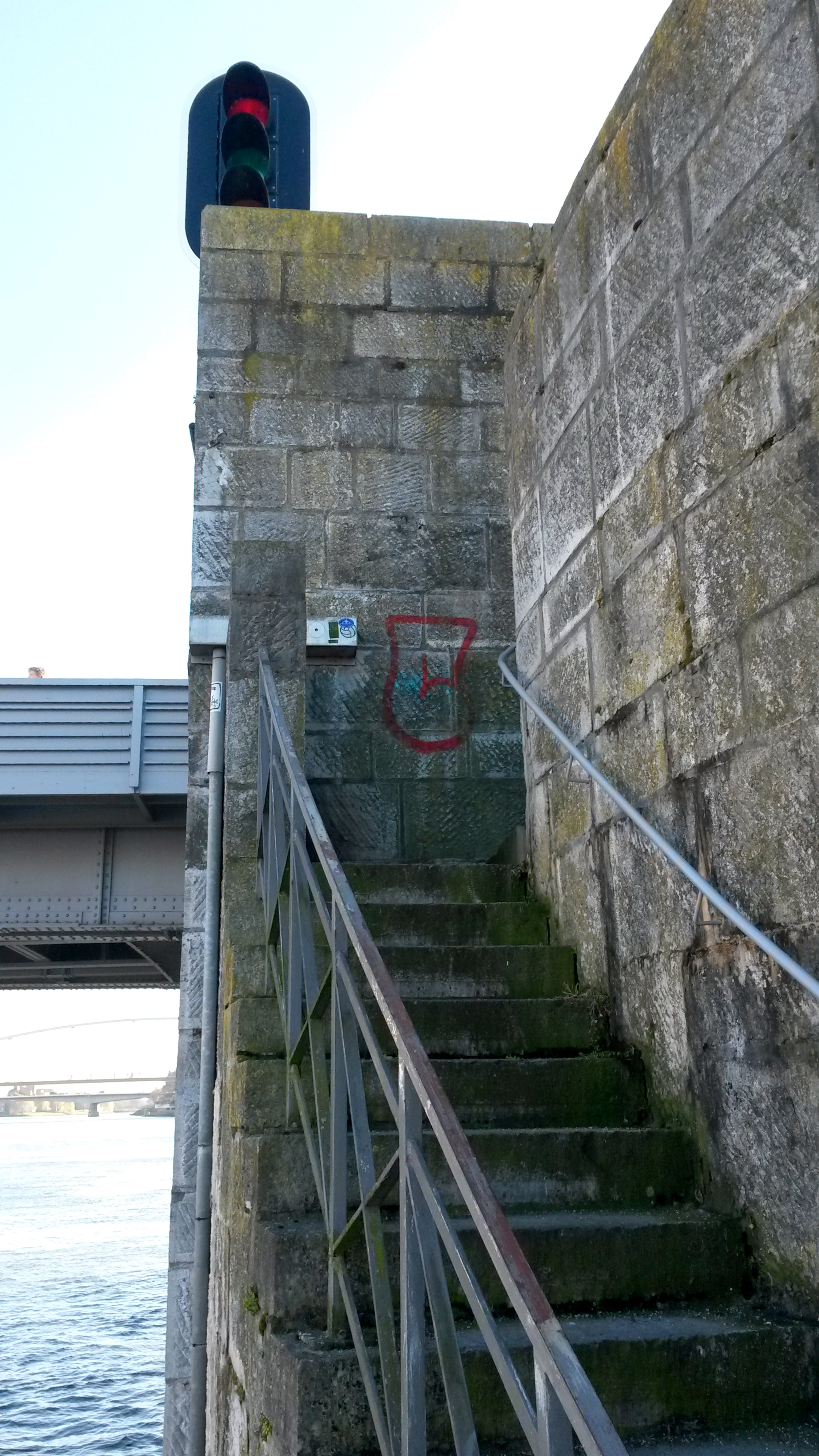
Trap naar strekdam
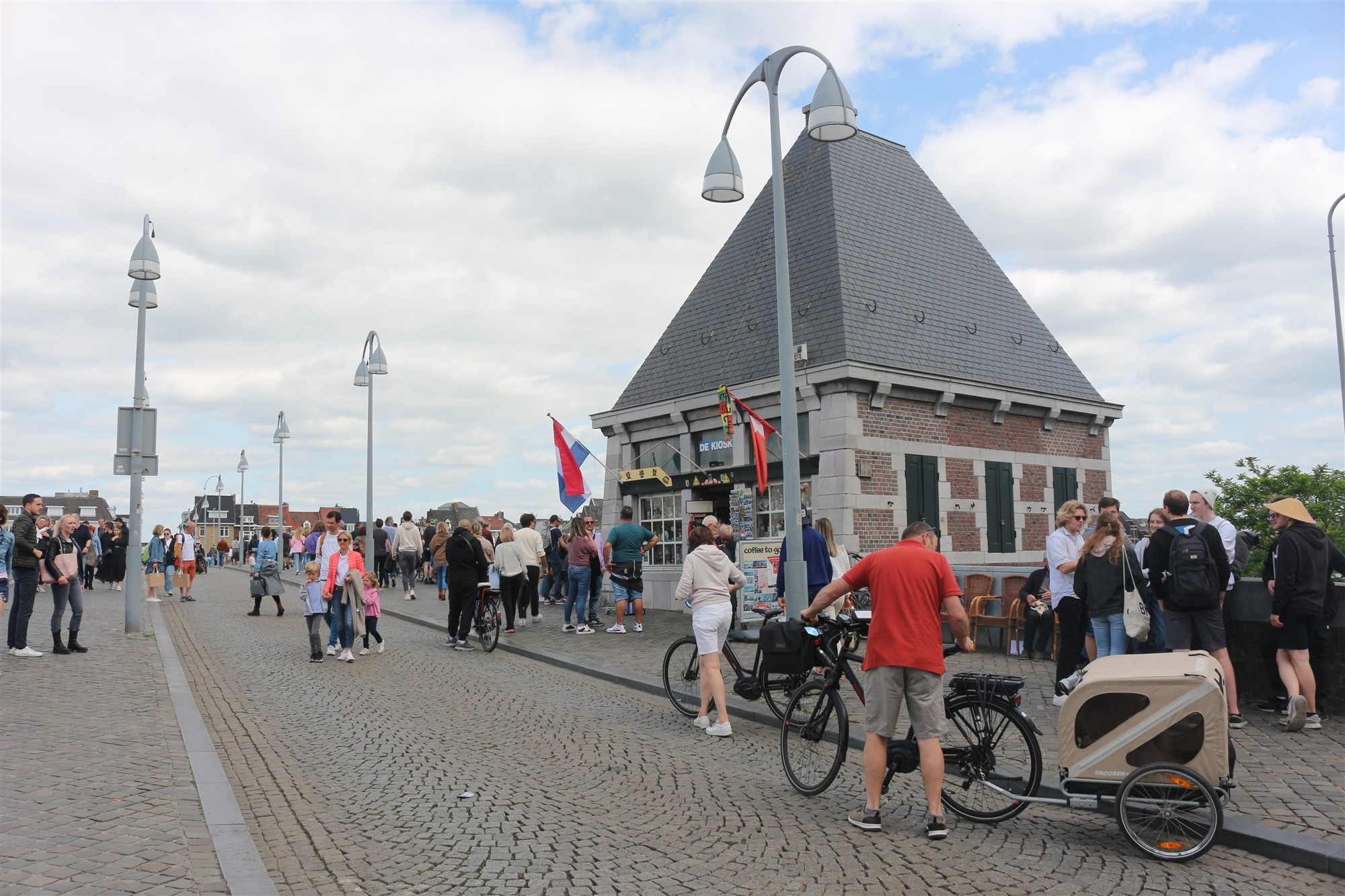
Souvenirwinkeltje westzijde

### Kunstwerken en plaquettes
Het standbeeld van de naamgever van de brug, de Maastrichtse bisschop en patroonheilige Servatius, is het meest in het oog springende kunstwerk. Sint-Servaas staat aan de zuidzijde van de meest oostelijke brugpijler, uitkijkend over de Maas in de richting van Luik, waar zijn opvolgers de bisschopszetel naartoe verplaatsten. Het beeld van Charles Vos uit 1934 is circa 3 m hoog en gehouwen uit Belgisch graniet. Links naast hem staat een kleinere figuur die een wapenschild met de vijfpuntige stadsster van Maastricht vasthoudt. Aan de andere zijde staat een Leviet met de hemelsleutel. De pijler waar het beeld op rust is zowel aan de noord- als zuidzijde versierd met kleine gebeeldhouwde reliëfs, waarvan niet duidelijk is of deze ook door Vos zijn vervaardigd.
De oudste plaquettes aan de brug dateren uit 1827, toen de houten boog aan de Wycker zijde werd vervangen door een grote stenen boog. Aangezien deze boog niet meer bestaat, bevinden de reliëfs zich niet op de oorspronkelijke plaats. Het ene toont de stadsengel met het wapen van de stad (de vijfpuntige ster) en de datum: OCTOB. 1827. Het andere reliëf heeft dezelfde vorm en afmetingen en toont een gekroonde en gelauwerde W (van koning Willem I met daaronder wederom de stadsster.
Na de Tweede Wereldoorlog werden herinneringsplaquettes aangebracht voor de 17 Nederlandse militairen die op 10 mei 1940 vielen bij de verdediging van de brug, en voor de Amerikaanse Old Hickorydivisie, de bevrijders van Maastricht op 13 en 14 september 1944. Laatstgenoemde plaquette werd op 14 september 1969 onthuld ter herdenking van 25 jaar bevrijding van Maastricht (zie ook Lijst van oorlogsmonumenten in Maastricht).

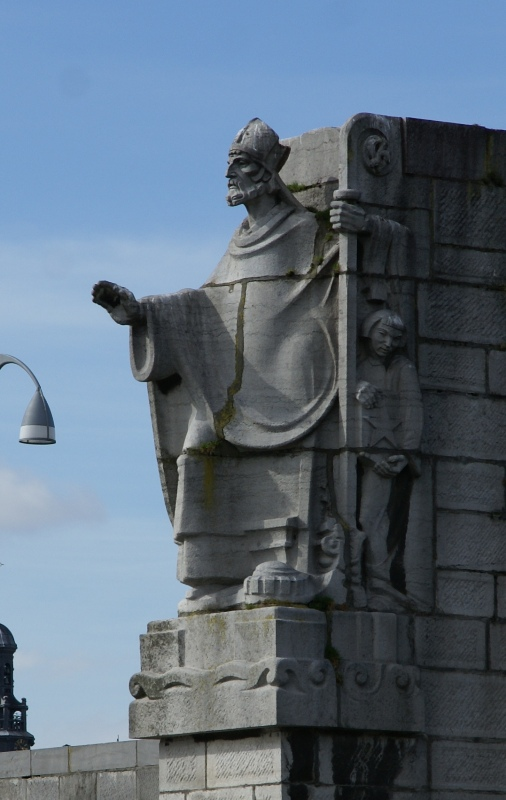
Standbeeld van Sint-Servaas, 1934
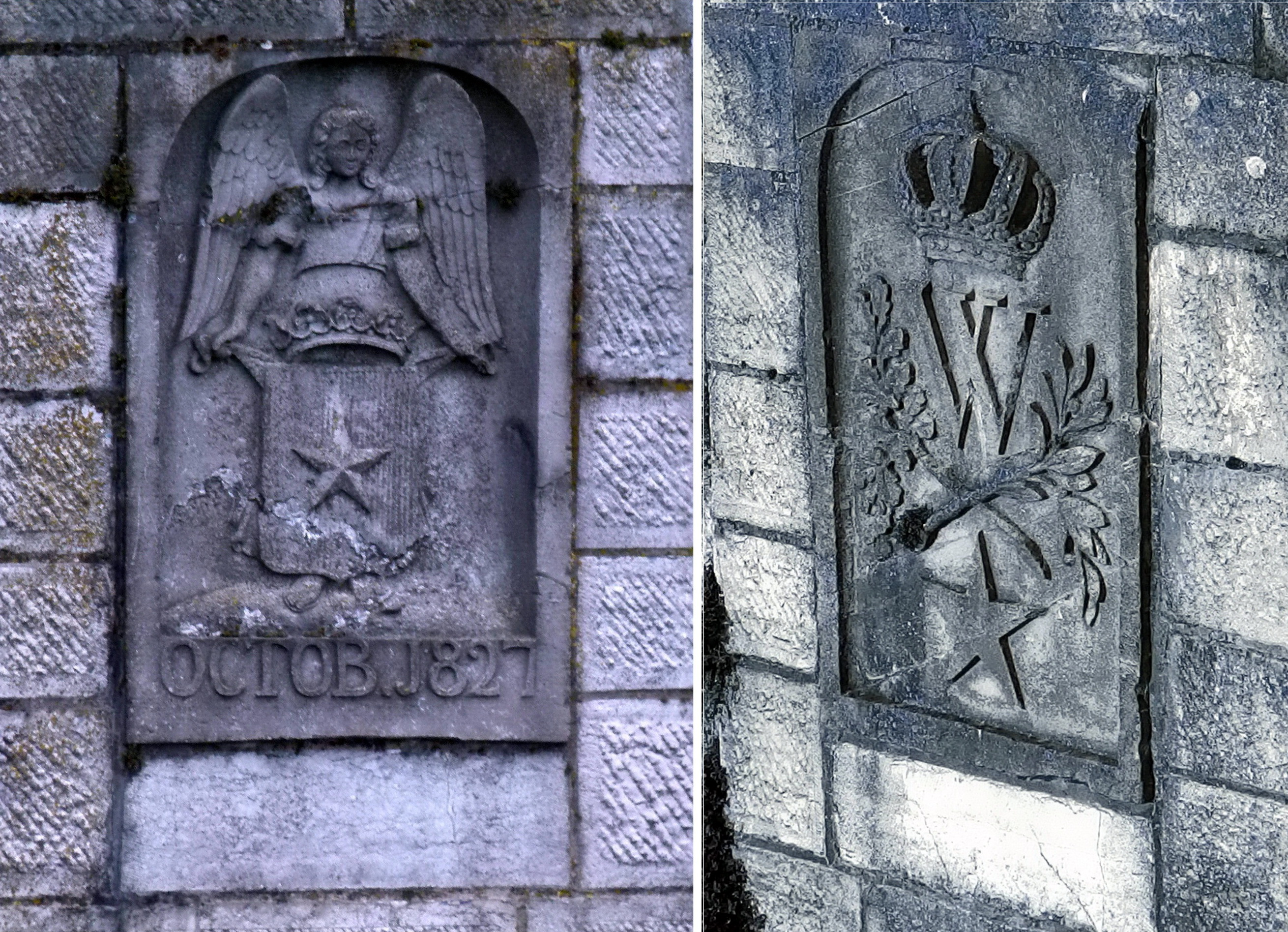
Stadsengel, stadsster en gekroonde W, 1827
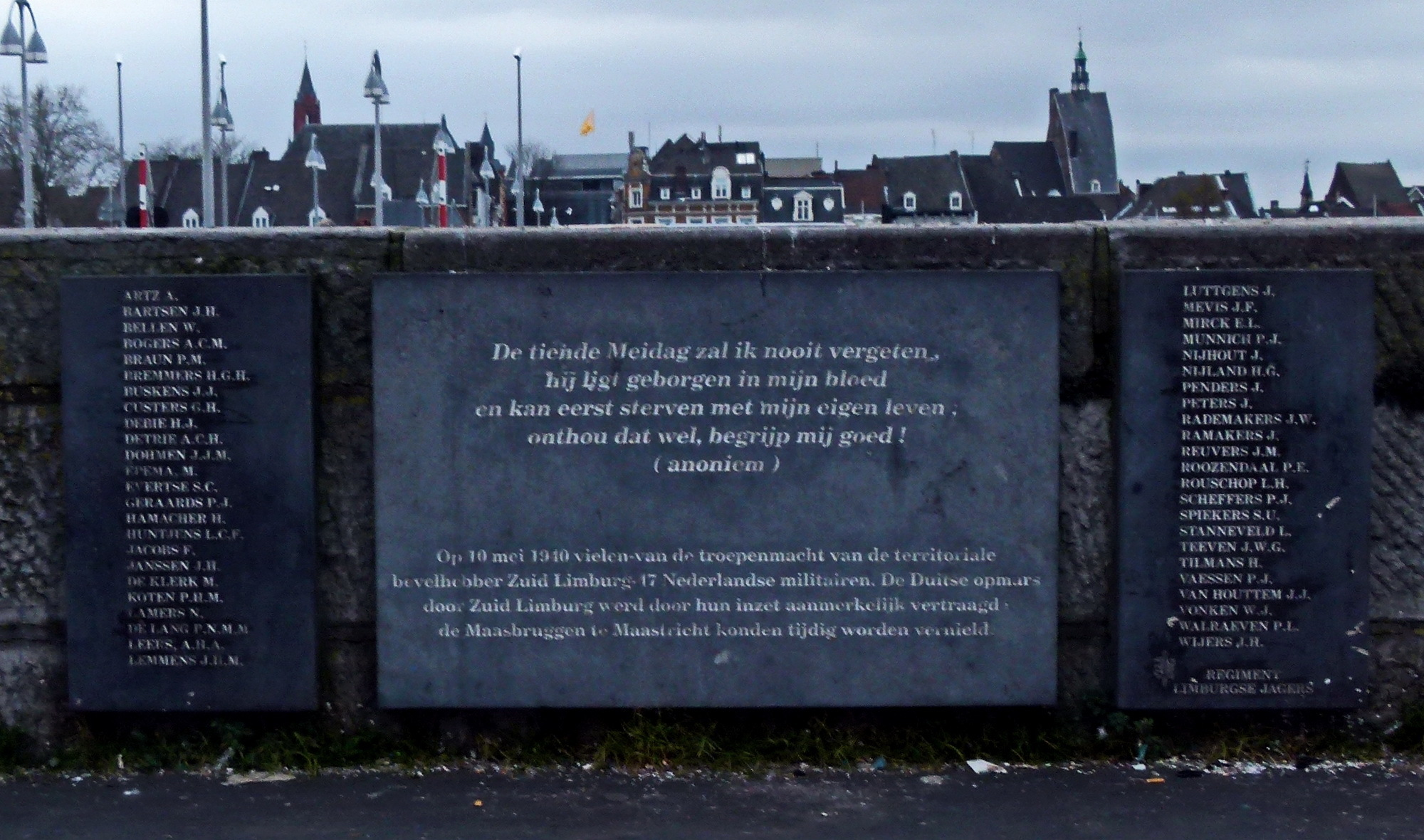
Plaquette gevallen militairen, 1940
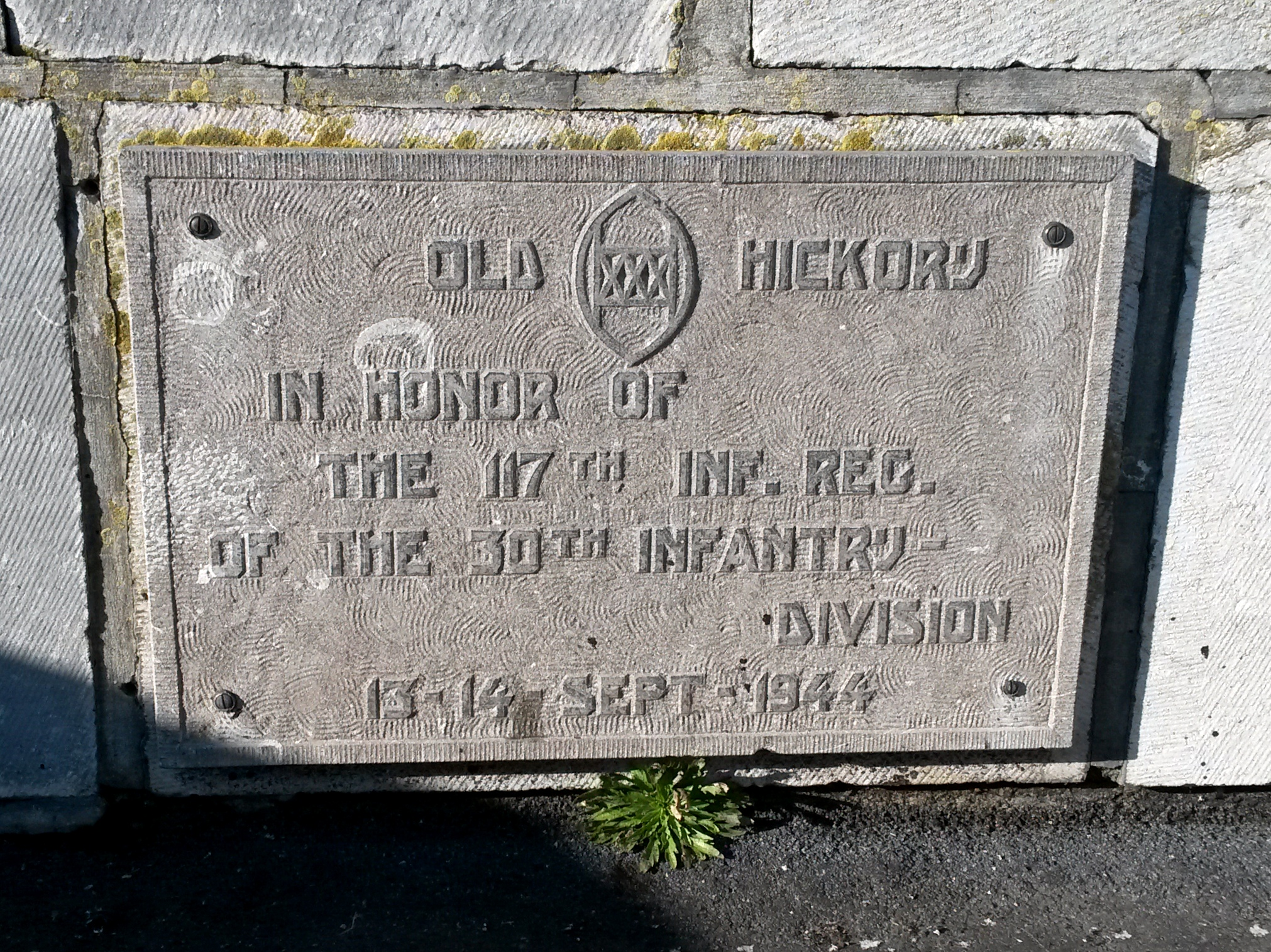
Plaquette Old Hickorydivisie, 1944-1969

## Andere bruggen over de Maas in Maastricht
- Spoorbrug (1855-56)
- Wilhelminabrug (1930-32)
- John F. Kennedybrug (1965-68)
- Noorderbrug (1982-84)
- Hoge Brug (2003) - voetganger- en fietsbrug

## Trivia
- Over de lengterichting van de brug liep tot 1794 de denkbeeldige scheidslijn tussen het Luikse deel van de Maas (ten zuiden van de lijn) en het Brabantse (ten noorden van de lijn). In het tweeherige Maastricht was dit juridisch van groot belang.[2]
- Vanaf oktober 2017 staat (een deel van) de Sint Servaasbrug afgebeeld op de Nederlandse euromunten. De in Maastricht geboren muntmeester Stephan Satijn van de Koninklijke Nederlandse Munt koos de brug als zijn muntmeesterteken.[7]